# Авіакатастрофа Ту-154 під Донецьком

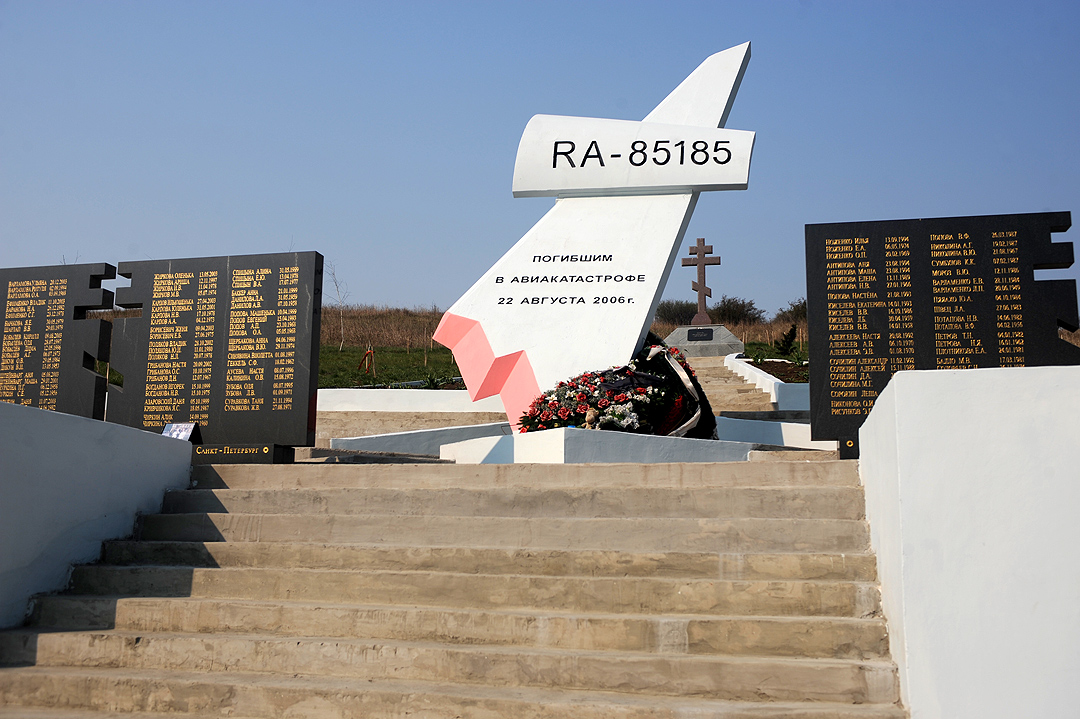
Меморіал на місці катастрофи

Катастрофа рейсу Пулково 612 — авіакатастрофа з літаком Ту-154 компанії Пулковські авіалінії 22 серпня 2006 року, що здійснював переліт з Анапи у Санкт-Петербург.

## Розвиток подій
При польоті над територією України в умовах сильної грози екіпаж зробив спробу провести літак над розвиненими купчасто-дощовими хмарами (замість того, щоб обійти хмару збоку, як цього вимагають інструкції), внаслідок впливу інтенсивних висхідних повітряних потоків у верхній частині хмари літак вийшов на закритичні кути атаки і на висоті понад 11 000 метрів різко, протягом 10 секунд (зі швидкістю близько 83 м/с) злетів вгору, після чого впав у плоский штопор і приблизно через 3 хвилини впав на землю, врізавшись в схил неглибокого яру на полях радгоспу «Степовий», за півтора кілометри на північний захід від невеликого селища Суха Балка Торецької міської ради Донецької області.
Швидкість зближення літака із землею в останні секунди становила понад 300 км/год. Точні координати місця падіння літака — 48°19′59″ пн. ш. 37°44′45″ сх. д. / 48.33306° пн. ш. 37.74583° сх. д.. На борту перебувало 160 пасажирів і 10 членів екіпажу. Зіткнення з землею сталося о 14:38:30 за місцевим київським часом. Всі, хто перебували на борту, загинули на місці події.
Аналіз розшифровки записів мовного і бортового самописців показали, що екіпаж до останніх миттєвостей намагався на одному працюючому двигуні маніпуляціями вивести літак з плоского штопору, проте зусилля виявилися марними.

## Причини катастрофи

### Попередні версії
Вже через кілька днів після трагедії у пресі стали з'являтися повідомлення про інші можливі причини катастрофи, окрім погодних умов. Став частіше згадуватися людський фактор. Були висунуті наступні звинувачення: 24 серпня заслужений льотчик Росії Володимир Герасимов звинуватив українських диспетчерів в тому, що ті не дозволили літаку відхилитися від курсу на відстань, достатню для того, щоб облетіти грозовий фронт. Інша версія експертів — пілот не став облітати грозу, бо боявся браку пального, адже в Анапі літак не дозаправлявся.
12 грудня 2006 ТК МАК направила звернення до Мінтрансу (ФСНСТ) і Мінпроменерго (Роспром) Росії «доручити профільним науково-дослідним інститутам — ЦАГІ ім. проф. Жуковського і ДержНДІ ГА проведення додаткового аналізу результатів випробувань літака Ту-154 на великих кутах атаки для їх порівняння з обставинами даної авіакатастрофи, а також попередніх катастроф: катастрофи літака Ту-154 в районі Учкудук (1985 р.) і серйозного інциденту під Котласом (2000 рік)»

### Офіційний висновок МАК (лютий 2007)
Причиною катастрофи літака Ту-154М RA-85185 авіакомпанії „Пулково“ було виведення літака при польоті в штурвальному режимі на закритичні кути атаки і режим звалювання з подальшим переходом в плоский штопор.
При відсутності в Інструкції з льотної експлуатації літака Ту-154М і програмах підготовки екіпажів необхідних рекомендацій з особливостей пілотування у подовжньому каналі і використання механізму електротримування, а також неможливості відпрацювання навичок пілотування літака у штурвальному режимі на великих висотах і кутах атаки через відсутність придатних для цього тренажерів, екіпаж при обході зон грозової діяльності і турбулентності допустив розгойдування літака по тангажу і вихід за експлуатаційний діапазон кутів атаки.
Відсутність контролю за швидкістю польоту і невиконання вказівок інструкції з недопущення потрапляння літака у режим звалювання при незадовільній взаємодії у екіпажі не дозволили запобігти переходу ситуації у катастрофічну. Літак з великою вертикальною швидкістю зіткнувся з землею, зруйнувався і згорів.

### Спостереження очевидців
За словами очевидців з найближчих населених пунктів, літак стало видно лише за кілька сот метрів до падіння, він обертався навколо своєї осі.

## Пам'ять про загиблих
- Президент Росії В. В. Путін оголосив 24 серпня 2006 днем трауру.
- На місці загибелі літака будуть встановлені меморіальні плити в пам'ять про загиблих. Їх освятять в Петербурзі на Жовтневій набережній на території заводу, де плити з іменами всіх загиблих були виготовлені 2 серпня 2007[3].
- У річницю трагедії, 22 серпня 2007 року на місці катастрофи літака відбулося відкриття монументу у пам'ять про жертви авіакатастрофи. Пам'ятна стела змонтована українською стороною, плити з іменами загиблих прибули з Санкт-Петербурга.

## Критика дій екіпажу
Екіпаж зазнав критики експертів за таке:
1. Екіпаж вирішив обходити грозовий фронт зверху.
2. Екіпаж занадто пізно усвідомив, що відбувається неконтрольоване падіння (плоский штопор).
3. Командир тягнув колонку штурвала на себе, у той час як для виведення літака зі звалювання було необхідно віддавати її до межі від себе, як, зокрема, наказує інструкція льотної експлуатації.

### Витяги з Інструкції льотної експлуатації Ту-154Б
Пілотування літака в умовах інтенсивної турбулентності
При правильному пілотуванні звалювання літака практично неможливе.
Однак, якщо звалювання відбулося (що може бути виявлено по загорянню сигнальної лампи АУАСП, зменшенню швидкості нижче мінімальної та інтенсивному росту кута тангажу), негайно віддайте колонку штурвала до межі від себе. Після зменшення кута атаки і збільшення швидкості до значення, що перевищує мінімально допустиму на 50-70 км/год, переведіть літак у горизонтальний політ.
При виведенні уникайте створення великого перевантаження (більше 1.2-1.3), щоб уникнути повторного звалювання.
При правильному пілотуванні втрата висоти при виведенні із звалювання не буде перевищувати 650 м.

## Позови про відшкодування шкоди
25 вересня 2007 суд Московського району міста Санкт-Петербурга виніс рішення за позовом до авіакомпанії сім'ї Юсько, чотири члени якої загинули в авіакатастрофі. За рішенням суду ГТК „Росія“ повинна буде виплатити Тетяні Юсько, яка втратила в результаті трагедії доньку і трьох онуків, 1 млн руб. Компенсація Олексію Базилєву, в якого загинули дружина і двоє дітей, складе 700 тис. руб. Віталій Юсько отримає компенсацію за смерть сестри і дитини 400 тис. руб. Всій родині буде виділено 500 тис. руб. компенсацію за витрати по установці пам'ятника в районі катастрофи. Загальна сума компенсацій складе 2 млн 600 тис. руб. Позивачі не погодилися з рішенням суду і мають намір подати апеляцію до міського суду Санкт-Петербурга, що раніше відмовив у збільшенні компенсацій ще по 14 позовах щодо катастрофи Ту-154М.

## Запис переговорів
Відеореконструкція останніх хвилин повітряного судна
Аеропорт Анапа, 22 серпня 2006.
Рейс 612 а/к Пулково, Анапа — Санкт-Петербург 
 на борту 160 пасажирів і 10 членів екіпажу.

### Скорочення
- КК: Командир корабля — Іван Корогодін, інженер-пілот 1-го класу, інструктор, наліт понад 12 тисяч годин.
- 2 П: Другий пілот — Володимир Онищенко
- 2 П-ст: Другий пілот-стажист — Андрій Ходневич
- БІ: Бортінженер — Віктор Макаров
- ШТ: Штурман — Ігор Левченко
- Д: Диспетчер
- Е: Хтось з екіпажу
- Зовнішній зв'язок: переговори з диспетчером, або між диспетчером і іншими бортами
- (Нрзб) — нерозбірливо[6]

| \| Час (UTC) \| \\| \| \| \| ----------------- \| ----- \| ----------------------------------------------------------------------------------------------------------------------------------------------------------------------------------------------------------------------------- \| \| 11:03:28 \| КК \| Каже 612, до зльоту з 22-ї готовий. \| \| 11:03:46 \| 2П-ст \| Пулково 612-й, до зльоту готовий. (Зовнішній зв'язок) \| \| 11:03:49 \| БІ \| На номіналі, так? \| \| 11:03:50 \| КК \| Так, на номіналі. \| \| 11:03:52-11:03:55 \| Д \| Пулково 612, зліт дозволяю. (Зовнішній зв'язок) \| \| 11:03:54-11:03:55 \| КК \| На номіналі. \| \| 11:03:55-11:03:57 \| 2П-ст \| злітають, Пулково 612. (Зовнішній зв'язок) \| \| 11:03:56 \| КК \| А передполітну (нрзб) ? \| \| 11:03:58 \| КК \| Не горить, готів, режим номінальний, РУД[7] тримати, фари великий. \| \| 11:04:01 \| ШТ \| Зліт 5 хвилин. \| \| 11:04:02 \| 2П-ст \| Не горить, готовий \| \| 11:04:03 \| БІ \| Параметри двигунів, системи в нормі. \| \| 11:04:05 \| КК \| (нрзб) \| \| 11:04:06 \| ШТ \| Потім нам ешелон дасть. \| \| 11:04:07 \| КК \| Поїхали. \| \| 11:04:09 \| 2П-ст \| Штурвал від себе? \| \| 11:04:10 \| БІ \| Закрито клапани перепуску, ставимо? \| \| 11:04:12 \| КК \| Та-ак. \| \| 11:04:13 \| Е \| Поїхали. \| \| 11:04:18-11:04:22 \| КК \| Фари великий, час, екіпаж злітаємо, рубіж[8] 245. \| \| 11:04:20-11:04:22 \| БІ \| Параметри в нормі, руди тримаю. \| \| 11:04:23-11:04:42 \| ШТ \| Швидкість зростає: 160, 180, 200, 220, 240 кордон. \| \| 11:04:42 \| КК \| Зліт продовжуємо. \| \| 11:04:43 \| КК \| Підйом. \| \| 11:04:45 \| ШТ \| 265. \| \| 11:04:46 \| КК \| Шасі прибрати. \| \| 11:04:48 \| 2П-ст \| Шасі забираються. \| \| 11:04:48 \| ШТ \| 280. \| \| 11:04:51 \| КК \| Фари вимкнути, прибрати. \| \| 11:04:52 \| ШТ \| Висота 50. \| \| 11:04:57 \| ШТ \| Фари прибрані, шасі прибрані. \| \| 11:04:58 \| Е \| Коло встановлено, працюємо. \| \| 11:05:04 \| ШТ \| „Анапа-Круг“, добрий день, Пулково 612-й, зліт правим на SORUL (Зовнішній зв'язок) \| \| 11:05:10 \| Д \| Пулковський 612-й, „Анапа-Круг“, добрий день, правим на SORUL, набирайте 2100, код відповідача 10-0-4 (Зовнішній зв'язок) \| \| 11:05:18-11:05:19 \| КК \| Набираємо 2100. \| \| 11:05:18-11:05:22 \| 2П-ст \| 10-0-4, набираємо 2100, Пулково 612-й (Зовнішній зв'язок) \| \| 11:05:24 \| 2П-ст \| 2100 \| \| 11:05:25 \| ШТ \| 2100 \| \| 11:05:26 \| КК \| Набираємо 2100 \| \| 11:05:32 \| Е \| (нрзб). \| \| 11:05:34 \| ШТ \| (нрзб). \| \| 11:05:36 \| Е \| (нрзб). \| \| 11:05:37 \| 2П \| Кран (нрзб) нейтрально, ні? \| \| 11:05:43 \| БІ \| Кран нейтрально. \| \| 11:05:47 \| Е \| (Можна) прибирати? \| \| 11:06:14 \| КК \| Добре живуть, так? \| \| 11:06:15 \| ШТ \| Та взагалі. \| \| 11:06:17 \| 2П-ст \| (нрзб). \| \| 11:06:23 \| КК \| (нрзб) Блядь, прямо в море (нрзб). \| \| 11:06:26 \| ШТ \| Підходимо до курсу. \| \| 11:06:27 \| КК \| Закрилки „нуль“. \| \| 11:06:30 \| 2П-ст \| Закрилки „нуль“, забираються. \| \| 11:06:31 \| ШТ \| Прибираються синхронно. Стабілізатор до нуля. Предкрилки забираються. \| \| 11:06:36 \| ШТ \| САУ підготовлена (нрзб). \| \| 11:06:39 \| Е \| Перехід? \| \| 11:06:40 \| Е \| 2100 буде. \| \| 11:06:42 \| КК \| Ешелон переходу 1013, 760 встановити. \| \| 11:06:45 \| 2П-ст \| 10-13, 760 справа встановлено. \| \| 11:06:48 \| Е \| Пр-р-р … \| \| 11:06:50 \| Е \| (нрзб). \| \| 11:07:22 \| Е \| (нрзб). \| \| 11:07:25 \| КК \| Включив, „СТАБ.ВЕ“ горить. \| \| 11:07:29 \| Е \| Приберемо, приберемо, приберемо (нрзб). \| \| 11:07:31 \| ШТ \| Підходимо. \| \| 11:07:41 \| ШТ \| 2-100. \| \| 11:07:45 \| 2П-ст \| 2-100. \| \| 11:07:46 \| 2П-ст \| Пулково 612-й, зайняв 2-100. (Зовнішній зв'язок) \| \| 11:07:49 \| Д \| Пулково 612, робіть „Ростов-Контроль“ 122,9 (Зовнішній зв'язок) \| \| 11:07:54 \| 2П-ст \| 122 і 9 Пулково 612. До побачення. (Зовнішній зв'язок) \| \| 11:07:57 \| ШТ \| „Ростов-Контроль“, добрий день, Пулково 612, 2100 на SORUL. (Зовнішній зв'язок) \| \| 11:08:11 \| Д \| Пулково 612, „Ростов-Контроль“, добрий день, набирайте 3000 на SORUL не … нижче (Зовнішній зв'язок) \| \| 11:08:21 \| ШТ \| Набираємо 3000 на SORUL, Пулково 6-12. (Зовнішній зв'язок) \| \| 11:08:23 \| Е \| Я так і знав (нрзб). \| \| 11:08:24-11:08:29 \| 062 \| По курсу засвічення, відвернули вліво, дозвольте на RIDLY і відразу розрахункове зниження. (Зовнішній зв'язок) \| \| 11:08:31 \| КК \| (нрзб). \| \| 11:08:33-11:08:36 \| 062 \| Обходимо своїми засобами. (Зовнішній зв'язок) \| \| 11:08:35 \| КК \| Вічно в Ростові, блядь, приморожені. \| \| 11:08:38-11:08:43 \| Д \| Тільки на RIDLY, не лівіше, працюють сусіди (Зовнішній зв'язок) \| \| 11:08:44 \| 062 \| 062, прийняв, цю беремо курс RIDLY і розрахункове зниження (Зовнішній зв'язок) \| \| 11:08:50 \| Д \| 062, знижуйте поки е … 7200. (Зовнішній зв'язок) \| \| 11:08:57 \| 062 \| 7200 знижуюсь, 062 (Зовнішній зв'язок) \| \| 11:09:12 \| Е \| Пулково 612, зайняв 3000 (Зовнішній зв'язок) \| \| 11:09:17 \| Д \| Пулково 612, набирайте е … 5700 (Зовнішній зв'язок) \| \| 11:09:24 \| Е \| Набираю 5700, 612-й (Зовнішній зв'язок) \| \| 11:09:27 \| Е \| 5700? \| \| 11:09:18 \| Е \| Ага. \| \| 11:09:29 \| КК \| Знову знижуєшся. \| \| 11:09:30 \| Е \| (нрзб). \| \| 11:09:35-11:09:36 \| (ШТ) \| Ніхто не заважає (нрзб). \| \| 11:09:36-11:09:37 \| \| Звуковий сигнал ВБЕ[9] \| \| 11:09:56 \| Е \| (нрзб). \| \| 11:09:58 \| 2П-ст \| Говорити 5700? \| \| 11:10:00 \| ШТ \| Правильно \| \| 11:10:01 \| Е \| (нрзб). \| \| 11:10:51 \| КК \| Ой (нрзб) Анапа, та Ігорю я (нрзб) це місце. \| \| 11:11:01 \| ШТ \| (Одне радує) економіка (нрзб). \| \| 11:11:05 \| КК \| Один хуй, Андрюха, працює. \| \| 11:11:07 \| Е \| (нрзб) 20 % \| \| 11:11:11 \| КК \| Тобі платять за економію? \| \| 11:11:13 \| ШТ \| Премія минулого місяця. \| \| 11:11:14 \| 2П-ст \| (нрзб) стали платити. \| \| 11:11:17 \| 2П-ст \| Два місяці не платили. \| \| 11:11:18 \| Е \| Дивись, щоб платили. \| \| 11:11:25 \| КК \| Повинні були в липні заплатити, а йому правильно в липні і заплатили за червень. \| \| 11:11:42 \| 2П-ст \| За місяць скільки платять? \| \| 11:11:44 \| ШТ \| За серпень заплатять у жовтні. \| \| 11:11:48 \| Д \| 062, знижуйте поки 6-600. (Зовнішній зв'язок) \| \| 11:11:54 \| 062 \| 6-600 знижуюсь, 062 (Зовнішній зв'язок) \| \| 11:12:01 \| КК \| (Від себе). \| \| 11:12:03 \| 2П-ст \| (Від себе). \| \| 11:12:04 \| КК \| Так (нрзб) зробив. \| \| 11:12:06 \| Е \| (нрзб) \| \| 11:12:07 \| Е \| (нрзб) \| \| 11:12:11 \| Е \| (нрзб) звичайні (нрзб) \| \| 11:12:16-11:12:17 \| КК \| (сміх). \| \| 11:12:19 \| КК \| Ось цього не знає (нрзб) \| \| 11:12:20-11:12:32 \| Д \| 062, для інформації SIGMET[10], в зоні фронтальні грози з сильним градом … гро … градом, до 12 тис. … до 13 тисяч, зсув північний схід (Зовнішній зв'язок) \| \| 11:12:24 \| ШТ \| Ми знаємо. \| \| 11:12:32-11:12:34 \| 062 \| Інформацію взяв, 6600 зайняли (Зовнішній зв'язок) \| \| 11:12:35 \| КК \| (нрзб). \| \| 11:12:36-11:12:40 \| Д \| 062, поки 6000, знижуйте (Зовнішній зв'язок) \| \| 11:12:37 \| ШТ \| Ми не встигнемо набрати (нрзб). \| \| 11:12:41-11:12:43 \| 062 \| 6000 знижуємося, 062 (Зовнішній зв'язок) \| \| 11:12:42 \| Е \| (нрзб). \| \| 11:12:46 \| Д \| Пулково 612, для інформації, зустрічний знижується 6000, 5700 поки, доповісте, і маємо по трасі SIGMET на … фронтальні грози з сильним градом, зсув північний схід. (Зовнішній зв'язок) \| \| 11:12:59 \| ШТ \| Пулково 612, взяли інформацію, зайняли 5700, зберігаємо. (Зовнішній зв'язок) \| \| 11:13:03 \| Д \| 612, 5700 до команди. (Зовнішній зв'язок) \| \| 11:13:06 \| ШТ \| Зустрічний 6000. \| \| 11:13:06-11:13:07 \| КК \| Як довго набираємо. \| \| 11:13:06-11:13:08 \| (ШТ) \| Зустрічний 6000. \| \| 11:13:09 \| КК \| Га? \| \| 11:13:07 \| \| Звуковий сигнал ВБЕ? \| \| 11:13:09 \| ШТ \| Зустрічний 6000. \| \| 11:13:11 \| КК \| А скільки до зустрічного (нрзб)? \| \| 11:13:14 \| 062 \| 062, 6000. (Зовнішній зв'язок) \| \| 11:13:17 \| Д \| 062, 6000 до команди, зустрічний 5700 по курсу. (Зовнішній зв'язок) \| \| 11:13:20 \| 062 \| Інформацію прийняв, зберігаю 6000. (Зовнішній зв'язок) \| \| 11:13:22 \| КК \| Ось дурні, що б раніше не розвести, так? \| \| 11:13:27 \| Е \| (нрзб). \| \| 11:13:44 \| ШТ \| 612-й, скільки між нами, підкажіть? (Зовнішній зв'язок) \| \| 11:13:48 \| Д \| 612-й, цю між вами 35 по курсу правими. (Зовнішній зв'язок) \| \| 11:13:53 \| ШТ \| Зрозумів, Дякуємо. \| \| 11:13:58 \| КК \| Ой, прямо в хмару ліземо. Не красиво як. \| \| 11:14:01 \| ШТ \| Вправо треба. \| \| 11:14:02 \| ШТ \| На курсі. \| \| 11:14:07 \| КК \| Так прибираємо, став 8-5. \| \| 11:14:10 \| БІ \| 8-5 \| \| 11:14:14 \| ШТ \| (нрзб) вправо треба. \| \| 11:14:16 \| КК \| Га? \| \| 11:14:18 \| ШТ \| Вправо 10 взяти треба. \| \| 11:14:20 \| ШТ \| Пулково 612, у нас попереду засвітлення, ми беремо курс вправо, приблизно так 25 градусів е … 15 градусів (Зовнішній зв'язок) \| \| 11:14:30 \| Д \| Пулково 612, обхід за свїми ресурсами. (Зовнішній зв'язок) \| \| 11:14:33 \| ШТ \| Пулково 612. (Зовнішній зв'язок) \| \| 11:14:35 \| Е \| Красиво? \| \| 11:14:44 \| Е \| Страшно? \| \| 11:14:47 \| КК \| (нрзб) \| \| 11:14:50 \| Е \| (сміх). \| \| 11:14:52 \| ШТ \| У принципі все гаразд. \| \| 11:14:55 \| КК \| (нрзб) \| \| 11:14:56 \| Е \| (нрзб) \| \| 11:15:04 \| КК \| (нрзб) \| \| 11:15:08 \| 062 \| 062, дозвольте курс SORUL зі зниженням. (Зовнішній зв'язок) \| \| 11:15:13 \| Д \| 062, беріть курс SORUL, поки 6000, до команди, через (нрзб) секунд, до розбіжності. (Зовнішній зв'язок) \| \| 11:15:19 \| 062 \| 062, 6000 зберігаю, курс SORUL. (Зовнішній зв'язок) \| \| 11:15:33 \| 062 \| 062, розійшлися з бортом. (Зовнішній зв'язок) \| \| 11:15:35-11:15:43 \| Д \| 062, підтверджую розбіжність по локатору, знижується, поки 3 … Е … 3600. (Зовнішній зв'язок) \| \| 11:15:43-11:15:45 \| 062 \| 3600 знижуємося, 062 (Зовнішній зв'язок) \| \| 11:15:39 \| Е \| (нрзб) \| \| 11:15:41 \| Е \| Розійшлися? \| \| 11:15:46 \| КК \| Так. \| \| 11:15:48 \| 5045 \| VSV 50-45, розрахункова зміна ешелону 180. (Зовнішній зв'язок) \| \| 11:15:52 \| \| Звуковий сигнал \| \| 11:15:56 \| Д \| VSV 50-45, набирайте ешелон 180-й. (Зовнішній зв'язок) \| \| 11:16:02 \| 5045 \| Набираю 180-й ешелон, 50-45. (Зовнішній зв'язок) \| \| 11:16:06 \| Д \| Пулково 612-й, набирайте 8600 на OLGIN. (Зовнішній зв'язок) \| \| 11:16:10 \| ШТ \| На OLGIN набираємо ешелон 8600, Пулково 6-12. (Зовнішній зв'язок) \| \| 11:16:14 \| КК \| Номінал. \| \| 11:16:17 \| Е \| Так, начальник. \| \| 11:16:19 \| КК \| (нрзб) треба набрати потім обходити (нрзб). \| \| 11:16:24 \| КК \| Ти там давай (нрзб). \| \| 11:16:28 \| КК \| Зауваження він командиру робить. \| \| 11:16:29 \| \| (Стук) \| \| 11:16:31 \| БІ \| Куди він (везе/веде) пасажирів. \| \| 11:16:33 \| КК \| Дай, (нрзб) Дядь Вов \| \| 11:16:37 \| (ШТ) \| Другий пілот нічого (нрзб) , та командир? \| \| 11:16:40 \| БІ \| Мало літав (нрзб). \| \| 11:16:47 \| БІ \| Я ж (нрзб) не ковтав, тому я краще себе почуваю. \| \| 11:16:54 \| КК \| (нрзб) В житті не піду більше, спробуйте змусити мене. \| \| 11:17:01 \| КК \| Не маєте права, блядь, коли наші космічні кораблі борознять простори світового океану[11], змусити ковтати цю хуйню (нрзб) заради експерименту ми вам платимо здоров'ям вам хочеться подивитися, блядь, помилуватися, от хуй. \| \| 11:17:21 \| КК \| Знайшли, блядь, клоунів. \| \| 11:17:32 \| Е \| (нрзб) 4 роки ковтав. \| \| 11:17:32-11:17:36 \| 5045 \| VSV 5045, RENAT 180-й ешелон. (Зовнішній зв'язок) \| \| 11:17:37-11:17:47 \| Д \| 5045, підтверджую RENAT на ешелоні 180. Працюйте «Сімферополь-Радар» 134,3. Щасливо. (Зовнішній зв'язок) \| \| 11:17:37 \| КК \| Пішов серветку викинути. \| \| 11:17:39 \| КК \| (нрзб). \| \| 11:17:40 \| Е \| Пішли в салон. \| \| 11:17:41 \| Е \| E … т. Мати. \| \| 11:17:48 \| 5045 \| «Сімферополь-Радар» 134,3. Всього доброго, 5045. (Зовнішній зв'язок) \| \| 11:17:56 \| КК \| (нрзб) всі лікарі підераси, Йоли-пали, мучать нас. \| \| 11:18:01 \| КК \| Здорових пацанів, так? \| \| 11:18:01 \| Е \| Так. \| \| 11:18:04 \| КК \| Цим мучать? \| \| 11:18:07 \| КК \| Так, зроби мені каву. \| \| 11:18:09 \| Е \| Так, я в академії проходив. \| \| 11:18:11 \| КК \| Поїхали разом проходити (нрзб). \| \| 11:18:26 \| 062 \| 062, 3600 Зовнішній зв'язок \| \| 11:18:27 \| Д \| 062, знижуйте 3000 (Зовнішній зв'язок) \| \| 11:18:26 \| КК \| На OLGIN відмінно було б. \| \| 11:18:29 \| 062 \| 3000 знижують, 062 (Зовнішній зв'язок) \| \| 11:18:37 \| КК \| Набирати б. Хоча в академію \| \| 11:18:38 \| КК \| А якщо будуть сильно зазивати, посилай всіх на х (нрзб). Скажи: у мене там свої лікарі і я у них оглядався і не збираюся міняти, мене це влаштовує. \| \| 11:18:42 \| КК \| Посилай всіх на х. \| \| 11:18:44 \| КК \| М'яко так. \| \| 11:18:46 \| Е \| Боїшся? \| \| 11:18:47 \| 2П-ст \| А якщо правда боюся. \| \| 11:18:49 \| КК \| Хто хоче газованої води? \| \| 11:18:50 \| Е \| Прохолодної \| \| 11:18:51 \| Е \| Ніхто \| \| 11:18:52 \| КК \| Га? \| \| 11:18:53 \| Е \| Ніхто \| \| 11:18:55 \| КК \| Чому? \| \| 11:18:56 \| КК \| Не любите? \| \| 11:18:56 \| 062 \| 062, 3000 (Зовнішній зв'язок) \| \| 11:18:59 \| Д \| 062, знижуйте 2400 (Зовнішній зв'язок) \| \| 11:19:01 \| 062 \| 2400 знижуємося, 062 (Зовнішній зв'язок) \| \| 11:19:04 \| КК \| Хороша прохолодненька, Дядько Вова, і ти не хочеш чи що? \| \| 11:19:09 \| КК \| Макар, давай. \| \| 11:19:17 \| Е \| (нрзб). \| \| 11:19:19 \| Е \| Корисно \| \| 11:19:20 \| Е \| (нрзб). \| \| 11:19:20 \| КК \| У ще один простак. \| \| 11:19:27 \| КК \| Де його (нрзб) ? \| \| 11:19:41 \| Е \| Нормально. \| \| 11:19:45 \| Е \| (нрзб) 700, так? \| \| 11:19:46 \| ШТ \| Сімсот \| \| 11:19:47 \| 062 \| 062, 2400 (Зовнішній зв'язок) \| \| 11:19:52 \| Д \| 062, на 2400, працюйте «Анапа-Круг» 118,7. (Зовнішній зв'язок) \| \| 11:19:54 \| 062 \| 118,7, 062. До побачення. (Зовнішній зв'язок) \| \| 11:19:58 \| ШТ \| 612-й, зайняли 8-600. (Зовнішній зв'язок) \| \| 11:20:01 \| Д \| 612-й, обійшли грозу, ні? (Зовнішній зв'язок) \| \| 11:20:13 \| ШТ \| Ось кілометр через 5 значить е … будемо вліво підвертати. (Зовнішній зв'язок) \| \| 11:20:15 \| Д \| 612-й, зрозумів, відхилення велике. Будете набирати далі? (Зовнішній зв'язок) \| \| 11:20:16 \| ШТ \| Так-так (Зовнішній зв'язок) \| \| 11:20:18 \| Д \| 612-й, не зрозумів (Зовнішній зв'язок) \| \| 11:20:20 \| ШТ \| Так, я буду набирати вище 9-600 (Зовнішній зв'язок) \| \| 11:20:23 \| Д \| Пулково 612, набирайте 9-600 (Зовнішній зв'язок) \| \| 11:20:24 \| ШТ \| Наберемо ешелон 9-600, Пулково 6-12 (Зовнішній зв'язок) \| \| 11:20:23 \| КК \| (нрзб) вище. \| \| 11:20:24 \| КК \| Не дадуть. \| \| 11:20:24 \| Е \| Вам (нрзб). \| \| 11:20:26 \| 2П-ст \| 9-600 \| \| 11:20:29 \| КК \| (нрзб) \| \| 11:20:35 \| ШТ \| Тут нормально буде \| \| 11:20:45 \| КК \| Скажи їм, Андрюха, Пулково 612, беремо курс на трасу. Взяли курс на трасу. \| \| 11:20:51 \| Е \| Давай, набирай. \| \| 11:20:51 \| КК \| Говори, говори! \| \| 11:20:52 \| Е \| (сміх). \| \| 11:20:53 \| 2П-ст \| (нрзб) \| \| 11:20:54 \| КК \| Говори. \| \| 11:20:55 \| 2П-ст \| Пулково 612-й, взяли курс на трасу. (Зовнішній зв'язок) \| \| 11:20:57 \| Е \| (нрзб). \| \| 11:21:02 \| КК \| Куди ти йому сказав? \| \| 11:21:05 \| ШТ \| Тоді (нрзб). Ти командир … за завданням. \| \| 11:21:08 \| Е \| Інших пілотів (нрзб). \| \| 11:21:11 \| Д \| Пулково 612, Харків дозволив вам курс на LIPSO (Зовнішній зв'язок) \| \| 11:21:16 \| ШТ \| От спасибі, курс LIPSO, Пулково 6-12. (Зовнішній зв'язок) \| \| 11:21:20 \| КК \| Сказали б вихід OLGIN на трасу. \| \| 11:21:25 \| КК \| Значить диспетчер подумав, раз мене поважають і я їх поважатиму. \| \| 11:21:28 \| 400 \| «Ростов-Контроль», UTAIR 400, добрий вечір, 2100 на PATUM (Зовнішній зв'язок) \| \| 11:21:33 \| Д \| UTAIR 400, «Ростов-Контроль», добрий вечір. Поки 2100 до команди. Зустрічний 2400, між вами цю дві … 15 по курсу. (Зовнішній зв'язок) \| \| 11:21:42 \| Е \| А нам взагалі туди з яким курсом? \| \| 11:21:44 \| 400 \| UTAIR 400, зберігаю 2100, інформацію прийняв. (Зовнішній зв'язок) \| \| 11:21:46 \| КК \| (нрзб) прибирай м … Метом. \| \| 11:21:54 \| Е \| Кілометрів 45-43. Чисто, так? \| \| 11:22:00 \| Е \| Я сміюся? \| \| 11:22:04 \| Е \| Постав Харків. \| \| 11:22:20 \| ШТ \| Пулково 6-12, підходимо траверзі OLGINa, у наборі 9-600. (Зовнішній зв'язок) \| \| 11:22:24 \| Д \| Пулково 612-й, 9-600 поки доповісте. (Зовнішній зв'язок) \| \| 11:22:27 \| ШТ \| Доповімо 9-600, Пулково 6-12. (Зовнішній зв'язок) \| \| 11:22:33 \| Д \| UTAIR 400, із зустрічними розійшлися, він пішов вже вправо від вас. Набирайте поки 4800 і підписали? (Зовнішній зв'язок) \| \| 11:22:46 \| 400 \| UTAIR 400, набираю 4800, а підписаний … 10100 підписаний, але ESIMO 9100 поки що. (Зовнішній зв'язок) \| \| 11:22:55 \| Д \| 400-й зрозумів. (Зовнішній зв'язок) \| \| 11:23:06 \| \| Звуковий сигнал ВБЕ \| \| 11:23:07 \| ШТ \| Пулково 612, 9-600 зайняли (Зовнішній зв'язок) \| \| 11:23:16 \| ШТ \| Пулково 6-12, 9-600 (Зовнішній зв'язок) \| \| 11:23:22 \| Д \| Пулково 612, дотримуйтесь 9600 оцю траверс OLGINa проходите, працюйте «Харків-Радар» 135,6 … 135,8. Щасливо. (Зовнішній зв'язок) \| \| 11:23:31 \| ШТ \| 135,8 Пулково 612. Дякую, до побачення. (Зовнішній зв'язок) \| \| 11:23:32 \| \| (нрзб). (Зовнішній зв'язок) \| \| 11:23:38 \| Д \| Turkish 1451, Be informed about thunderstorm over Donetsk. Thunderstorm over Donetsk and advise me your alternate. (Зовнішній зв'язок) \| \| 11:23:50 \| 1451 \| Roger … eh … (нрзб)… hold … eh … before Papa Victor approximately thirty minutes. (Зовнішній зв'язок) \| \| 11:23:58 \| Е \| Так заїбав турків. \| \| 11:24:04 \| КК \| Давай \| \| 11:24:05 \| ШТ \| «Харків-Радар», добрий день, Пулково 612, 9600 на зміну 3-6-0, курс LIPSO (Зовнішній зв'язок) \| \| 11:24:10 \| Д \| Пулково 612, «Харків-Радар», добрий день, траверс OLGINa 20 км східніше, набирайте LIPSO, ешелон польоту 3-6-0. (Зовнішній зв'язок) \| \| 11:24:17 \| ШТ \| На LIPSO, набираємо ешелон 3-6-0, Пулково 6-12 (Зовнішній зв'язок) \| \| 11:24:19 \| \| Звуковий сигнал \| \| 11:24:20 \| КК \| Набираємо 36 (нрзб). \| \| 11:24:21 \| (БІ) \| 3-6-0 \| \| 11:24:23 \| ШТ \| Ось тупий турок, блядь, (нрзб) а він каже, та тут залишилося тобі 50 хвилин. \| \| 11:24:31 \| КК \| Нормально (сміх). Як справи? \| \| 11:24:33 \| (КК) \| Тому що. \| \| 11:24:34 \| ШТ \| Та-ак, молодець знову по-турецьки. \| \| 11:24:40 \| ШТ \| (нрзб) писати (нрзб). \| \| 11:24:45 \| КК \| (нрзб). \| \| 11:24:49 \| Е \| Запишемо. \| \| 11:24:50 \| КК \| А … Вийшло шикарно (нрзб). \| \| 11:24:55 \| 322 \| «Харків-Радар», ну що турок так і повідомив свій запасний? (Зовнішній зв'язок) \| \| 11:24:59 \| Д \| VNZ 322, немає (Зовнішній зв'язок) \| \| 11:25:03 \| 322 \| А який його позивний? (Зовнішній зв'язок) \| \| 11:25:05 \| Д \| Ви вважаєте, що ви краще йому поясните? Позивний у нього «Turkish 1451» (Зовнішній зв'язок) \| \| 11:25:11 \| 1451 \| Turkish four … 1451, go ahead. (Зовнішній зв'язок) \| \| 11:25:14 \| 322 \| Turkish 1451, please advice to «Harkov-Radar» your alternate aerodrome. Alternate. (Зовнішній зв'язок) \| \| 11:25:21 \| 1451 \| Roger? Understand. We are maintain 2-7-0 and … holding Papa Victor 10 miles to North … South. (Зовнішній зв'язок) \| \| 11:25:38 \| КК \| Пиздець. \| \| 11:25:41 \| ШТ \| Оце тупий блядь \| \| 11:25:45 \| Д \| Turkish 1451, roger. You will … will be over Papa Whiskey at FL270? (Зовнішній зв'язок) \| \| 11:25:55 \| 1451 \| Roger, Papa Whiskey South of Papa Whiskey 20 miles we will be holding approximately 30 miles if available. (Зовнішній зв'язок) \| \| 11:26:08 \| ШТ \| Три хвилини фраза, от блядь, от придурок. \| \| 11:26:11 \| Д \| Turkish 1451, how long will you wait over Papa Whiskey? (Зовнішній зв'язок) \| \| 11:26:18 \| 1451 \| 30 minutes, 30 minutes. Three zero minutes. (Зовнішній зв'язок) \| \| 11:26:22 \| Д \| Turkish 1451, roger. Hold over Papa Whiskey 30 minutes. (Зовнішній зв'язок) \| \| 11:26:31 \| 1451 \| Roger. It is ok, 20 miles to South Whiskey hold. (Зовнішній зв'язок) \| \| 11:26:37 \| ШТ \| Ось тупий блядь, я хуею, для турка, блядь, все робиться (нрзб). \| \| 11:26:42 \| 322 \| «Харків-Радар», Тбілавіа 322, виходимо із зони, ешелон 330. (Зовнішній зв'язок) \| \| 11:26:48 \| Д \| VZN 322, працюйте «Ростов-Контроль» 133,6 (Зовнішній зв'язок) \| \| 11:26:53 \| 322 \| 133,6 всього доброго. (Зовнішній зв'язок) \| \| 11:26:53 \| Е \| Все. \| \| 11:26:55 \| Д \| До побачення. (Зовнішній зв'язок) \| \| 11:26:55 \| ШТ \| Зараз швидше набрати треба. \| \| 11:26:56 \| Е \| Режим 90. \| \| 11:26:57 \| Е \| Через двадцять (нрзб) контроль буде. \| \| 11:26:58 \| Е \| (нрзб) \| \| 11:27:01 \| Е \| (нрзб) \| \| 11:27:03 \| КК \| Режим зберігаємо \| \| 11:27:06 \| ШТ \| «Харків-Радар», Пулково 6-12, дозвольте набір 3-8-0. (Зовнішній зв'язок) \| \| 11:27:10 \| КК \| По «Грозі» скажи. \| \| 11:27:11 \| Д \| Пулково 612, дотримуйтесь ешелон польоту 3-6-0 LISPO (Зовнішній зв'язок) \| \| 11:27:11 \| \| Звуковий сигнал \| \| 11:27:15 \| ШТ \| Дозвольте набрати 3-8-0 Зовнішній зв'язок \| \| 11:27:17 \| Д \| Пулково 612, набирайте ешелон польоту 3-8-0 (Зовнішній зв'язок) \| \| 11:27:21 \| Е \| (нрзб) Ну от (нрзб). \| \| 11:27:21 \| ШТ \| Набираю ешелон польоту 3-8-0, Пулково 6-12 (Зовнішній зв'язок) \| \| 11:27:21 \| \| Звуковий сигнал ВБЕ \| \| 11:27:24 \| КК \| (Кру) тієї, блядь він то (сміх) він теж там переляканий сидить. \| \| 11:27:28 \| ШТ \| Ага, блядь, турок-то налякав. \| \| 11:27:32 \| КК \| Турок я так зрозумів не над Papa Whiskey чекає. \| \| 11:27:34 \| ШТ \| Ні, та ось так, прямо відразу. \| \| 11:27:36 \| Е \| (нрзб). \| \| 11:27:37 \| КК \| (нрзб) кілометрів 20. \| \| 11:27:39 \| ШТ \| (нрзб) \| \| 11:27:39 \| Е \| (Сім) (нрзб) \| \| 11:27:41 \| Е \| Так. \| \| 11:27:42 \| Е \| Ой, бля … \| \| 11:27:43 \| КК \| Ось туркмен баші, блядь, урод дрібний \| \| 11:27:45 \| Е \| (нрзб) \| \| 11:27:50 \| КК \| Орли. \| \| 11:27:55 \| Е \| Орли … и. \| \| 11:27:56 \| ШТ \| (нрзб) з провалами, блядь \| \| 11:27:59 \| КК \| Треба її, напевно, вище (нрзб) \| \| 11:28:01 \| Е \| Ой, Андрюшка здрейфив. \| \| 11:28:03 \| Е \| (сміх) \| \| 11:28:04 \| Е \| Андрій \| \| 11:28:07 \| Е \| Так, начебто світленька. \| \| 11:28:08 \| Е \| Нормально. \| \| 11:28:09 \| ШТ \| Ось зверху тут (нрзб). \| \| 11:28:13 \| Д \| Turkish 1451. (Зовнішній зв'язок) \| \| 11:28:14 \| \| Звуковий сигнал ВБЕ \| \| 11:28:15 \| 1451 \| Go ahead. (Зовнішній зв'язок) \| \| 11:28:16 \| Д \| Turkish 1451, Donetsk informed: aerop … airfield will be closed three zero minutes. (Зовнішній зв'язок) \| \| 11:28:22 \| КК \| Ось пиздець йому (нрзб) на фіг (сміх) став 4-600 поки \| \| 11:28:24 \| 1451 \| Eh … 55 minutes now, 20 minutes South Papa Victor holding, turning left base. Turkish 1451 (Зовнішній зв'язок) \| \| 11:28:33 \| КК \| Блядь (сміх) пиздець (нрзб) \| \| 11:28:45 \| Е \| (нрзб) (сміх) \| \| 11:28:48 \| ШТ \| Control, ask you about fuel, endurance fuel. (Зовнішній зв'язок) \| \| 11:28:51 \| Е \| (сміх) \| \| 11:28:55 \| Е \| (сміх) \| \| 11:28:57 \| Д \| Пулково 612, ми розібралися з ним, все спасибі. (Зовнішній зв'язок) \| \| 11:29:00 \| КК \| Як хочете (нрзб) тоді питаєш. \| \| 11:29:04 \| КК \| Орли, от крутий (нрзб) \| \| 11:29:08 \| ШТ \| 20 хвилин як пролетіли (нрзб) Papa Whiskey (нрзб) (сміх). \| \| 11:29:13 \| КК \| Молодці. \| \| 11:29:15 \| КК \| Андрюха, тобі треба в Туреччину їхати літати, там тобі (нрзб) (сміх). \| \| 11:29:22 \| КК \| Так туди ось прийдеш відразу ойкнеш. \| \| 11:29:23 \| Е \| Як вийде. \| \| 11:29:29 \| КК \| Трохи б вище \| \| 11:29:31 \| ШТ \| Пулково 6-12, зайняли ешелон 3-8-0 (Зовнішній зв'язок) \| \| 11:29:35 \| Д \| (нрзб) дотримуйтесь 3-8-0 LIPSO. (Зовнішній зв'язок) \| \| 11:29:37 \| ШТ \| 3-8-0 LIPSO, Пулково 6-12. (Зовнішній зв'язок) \| \| 11:29:41 \| Е \| Крути тільки (нрзб) не особливо подобається. \| \| 11:29:45 \| КК \| Розкажи що тут (штурман)? \| \| 11:29:50 \| Е \| Все буде нормально, бля. \| \| 11:29:56 \| КК \| перетягувати. \| \| 11:30:02 \| Е \| (нрзб) \| \| 11:30:10 \| Е \| Так (нрзб). \| \| 11:30:13 \| Е \| Я потім розповім тобі, нормально буде. \| \| 11:30:17 \| Е \| Хтозна (нрзб) \| \| 11:30:24 \| Е \| Як справи? \| \| 11:30:25 \| ШТ \| відпад. \| \| 11:30:26 \| Е \| Нормально (сміх) \| \| 11:30:29 \| КК \| А ви доповісте про те, що відпад. \| \| 11:30:33 \| КК \| А. \| \| 11:30:34 \| Е \| (нрзб) 290 \| \| 11:30:35 \| КК \| Ще соточку прибери. \| \| 11:30:48 \| (БІ) \| Так \| \| 11:31:03 \| ШТ \| Пулково 6-12, для обходу вліво 10 дозволите. (Зовнішній зв'язок) \| \| 11:31:06 \| Д \| Пулково 612-й, дозволив (Зовнішній зв'язок) \| \| 11:31:09 \| ШТ \| Дякую (Зовнішній зв'язок) \| \| 11:31:20 \| КК \| Ще сто прибери \| \| 11:31:23 \| БІ \| Ще 100 приберемо (нрзб) \| \| 11:31:29 \| Д \| Turkish 1451. (Зовнішній зв'язок) \| \| 11:31:32 \| 1451 \| Go ahead. (Зовнішній зв'язок) \| \| 11:31:33 \| Д \| Turkish 1451, Donetsk informed: airfield will be closed … will be closed three zero minutes. (Зовнішній зв'язок) \| \| 11:31:46 \| 1451 \| Closed 30 minutes, confirm, three zero minutes. (Зовнішній зв'язок) \| \| 11:31:50 \| Д \| Turkish 1451, confirm, 30 minutes will be closed. (Зовнішній зв'язок) \| \| 11:31:54 \| 1451 \| Roger, we are holding 270, South of Papa Whiskey 20 miles and turning left to outbound course. (Зовнішній зв'язок) \| \| 11:32:12 \| Д \| Turkish 1451, roger. (Зовнішній зв'язок) \| \| 11:32:21 \| Е \| Ми з тобою летимо (нрзб). Начальники. \| \| 11:32:38 \| Е \| (Запитайте набір). \| \| 11:32:48 \| Е \| Дай (нрзб). \| \| 11:32:58 \| \| Сигнал АУАСП \| \| 11:32:58 \| Д \| Turkish 1451 (Зовнішній зв'язок) \| \| 11:33:00 \| Е \| Єбгу. \| \| 11:33:01 \| 1451 \| Go ahead. (Зовнішній зв'язок) \| \| 11:33:02 \| Д \| Turkish 1451, how long you will hold over Papa Whiskey after 12:00 UTC. (Зовнішній зв'язок) \| \| 11:33:04 \| Е \| (нрзб). \| \| 11:33:05 \| КК \| Так-так-так. \| \| 11:33:07 \| КК \| Давай тимчасово 400 або який, твою мать, а то це хуйня повна, так. Проси 390, а то нам не оминути йобт.[12] \| \| 11:33:14 \| \| Сигнал АУАСП \| \| 11:33:18 \| ШТ \| Перемкнув. \| \| 11:33:21 \| ШТ \| «Контроль», Пулково 6-12. (Зовнішній зв'язок) \| \| 11:33:22 \| Д \| Пулковський 612-й, слухаю вас. (Зовнішній зв'язок) \| \| 11:33:23 \| КК \| Додай, та \| \| 11:33:25 \| ШТ \| Пулково 6-12, дозвольте набір тимчасово ешелон 3-9-0. (Зовнішній зв'язок) \| \| 11:33:29 \| КК \| Сильна бовтанка і т. д. скажи \| \| 11:33:32 \| Д \| Пулковський 612-й, набирайте 3-9-0. (Зовнішній зв'язок) \| \| 11:33:35 \| ШТ \| Набираємо ешелон 3-9-0. Спасибі велике, Пулково 6-12 (Зовнішній зв'язок) \| \| 11:33:38 \| КК \| Ще хуй наберемо його. \| \| 11:33:39 \| КК \| 3-9-0. \| \| 11:33:40 \| КК \| Набираємо \| \| 11:33:41 \| 1451 \| Turkish 1451, wait … 12:00 … approximately 30 minutes hold … available, Turkish 1451. (Зовнішній зв'язок) \| \| 11:33:46 \| КК \| Куди від них піти, йоб. \| \| 11:33:48 \| Е \| Гроза внизу. \| \| 11:33:49 \| КК \| Ебошить тут на 380-му. \| \| 11:33:50 \| Е \| Теж (нрзб). \| \| 11:33:52 \| КК \| І тут (нрзб) поїхали вліво. \| \| 11:33:56 \| \| Звуковий сигнал ВБЕ[13] \| \| 11:34:00 \| Д \| Turkish 1451, confirm 30 minutes after now. (Зовнішній зв'язок) \| \| 11:34:05 \| 1451 \| Negative. After 12:00 30 minutes. Now 50 minutes. (Зовнішній зв'язок) \| \| 11:34:17 \| Д \| Turkish 1451, roger. (Зовнішній зв'язок) \| \| 11:34:24 \| \| Звуковий сигнал ВБЕ \| \| 11:34:25 \| КК \| Ні хуя єбошить, блядь. \| \| 11:34:28 \| КК \| Мама не горюй, блядь. \| \| 11:34:31-11:34:33 \| \| Звук від наведення статичної електрики (приблизно) \| \| 11:34:33 \| КК \| Опа, блядь, ще й град, йоб твою мать, блядь. \| \| 11:34:41 \| КК \| Так я (нрзб). \| \| 11:34:44 \| КК \| Там куди-небудь можна в сторону, Ігорьок відійди ще. \| \| 11:34:47 \| КК \| Ігорьош. \| \| 11:34:49 \| КК \| Ігор! \| \| 11:34:50 \| ШТ \| Що? \| \| 11:34:50 \| КК \| У бік можна куди-небудь ще від неї відійти, блядь? \| \| 11:34:53 \| Е \| (нрзб) немає. \| \| 11:34:55 \| КК \| Скажи, зайняли 390, Андрюха, йоб твою мать. \| \| 11:34:57 \| 2П-ст \| Пулково 612, зайняли ешелон 390. \| \| 11:34:59-11:35:00 \| \| Звуковий сигнал АУАСП \| \| 11:34:59-11:35:01 \| КК \| Говоріть що-небудь, та йобт. \| \| 11:35:01 \| \| Звуковий сигнал АУАСП \| \| 11:35:01 \| Е \| (нрзб) \| \| 11:35:02 \| Д \| (нрзб) 3-9-0 LIPSO (Зовнішній зв'язок) \| \| 11:35:02 \| \| Звуковий сигнал «Відключення автопілота» \| \| 11:35:05-11:35:08 \| \| Звуковий сигнал АУАСП \| \| 11:35:06 \| Е \| Знижується (нрзб). Кути, кути. \| \| 11:35:07 \| КК \| Куди знижуємося, йобані дурні! Блядь. \| \| 11:35:10 \| КК \| Став номінал на х. \| \| 11:35:11 \| БІ \| Номінал. \| \| 11:35:12-11:35:16 \| \| Звуковий сигнал АУАСП \| \| 11:35:13 \| КК \| Скажи, що знижуємося йоб ти. \| \| 11:35:14 \| 2П-ст \| Знижується, Пулково 612-й. (Зовнішній зв'язок) \| \| 11:35:14 \| \| Звуковий сигнал \| \| 11:35:17 \| Е \| Ваня. \| \| 11:35:18 \| КК \| Спокійно \| \| 11:35:19-11:35:27 \| \| Звуковий сигнал АУАСП \| \| 11:35:21 \| \| Звуковий сигнал \| \| 11:35:23 \| КК \| За кренами дивіться \| \| 11:35:23 \| \| Звуковий сигнал ВБЕ \| \| 11:35:25 \| \| Звуковий сигнал ВБЕ \| \| 11:35:29 \| ШТ \| Пулково 612, знижуємося ешелон 3-6-0. (Зовнішній зв'язок) \| \| 11:35:31-11:35:38 \| \| Звуковий сигнал АУАСП \| \| 11:35:31 \| \| Звуковий сигнал \| \| 11:35:32 \| КК \| Сильна бовтанка скажи, йоб ти. \| \| 11:35:34 \| ШТ \| Сильна бовтанка \| \| 11:35:35 \| Д \| Пулковський 612-й, знижуйте 3-6-0 (Зовнішній зв'язок) \| \| 11:35:37 \| КК \| Знижується, йоб ти. \| \| 11:35:39 \| \| Звуковий сигнал ВБЕ \| \| 11:35:41-11:38:31 \| \| Звуковий сигнал АУАСП \| \| 11:35:40 \| Е \| (нрзб) \| \| 11:35:42 \| КК \| Спокійно, все тримаємо. \| \| 11:35:45 \| КК \| Тримаємо, блядь \| \| 11:35:46 \| БІ \| Генератори вилітають \| \| 11:35:49 \| БІ \| помпаж[14]. Знижуємося, Ваня, помпаж![15] \| \| 11:35:56 \| КК \| Дивись по КД-13-му крен \| \| 11:35:59 \| Е \| (нрзб) нормально, нормально (нрзб) \| \| 11:36:03 \| КК \| Швидкості дивіться, швидкості! \| \| 11:36:05 \| Е \| Ну, впала трохи \| \| 11:36:05 \| \| Звуковий сигнал ВБЕ \| \| 11:36:08 \| КК \| (нрзб) йоб твою мать, в штопор звалимося. \| \| 11:36:08 \| \| Звуковий сигнал \| \| 11:36:12 \| КК \| На себе \| \| 11:36:15 \| КК \| На себе \| \| 11:36:16 \| ШТ \| (нрзб) Вань \| \| 11:36:17 \| КК \| За КД-13 подивіться. \| \| 11:36:20 \| ШТ \| За КД-13 5-5, Вань, 5-5 \| \| 11:36:23 \| КК \| Скільки говориш? \| \| 11:36:24 \| ШТ \| (нрзб) 245 \| \| 11:36:25 \| КК \| Який курс йоб твою? \| \| 11:36:26 \| ШТ \| У нас (нрзб) \| \| 11:36:29 \| КК \| У нас все вибило \| \| 11:36:29 \| БІ \| Я розумію \| \| 11:36:30 \| Е \| Тільки куражиться \| \| 11:36:32 \| БІ \| Правильно \| \| 11:36:33 \| КК \| Вова, давай командуй \| \| 11:36:35 \| 2П \| Я не знаю, на мою вліво треба. \| \| 11:36:37 \| ШТ \| Вліво, Ваня \| \| 11:36:38 \| КК \| Беру вліво \| \| 11:36:39 \| Е \| (Шасі) випустити (їм)? \| \| 11:36:41 \| ШТ \| знижується, знижується \| \| 11:36:42 \| Е \| От-от вліво, давай, давай, нормально. \| \| 11:36:47 \| Е \| (нрзб) вгору, вгору \| \| 11:36:48 \| Е \| висотоміри \| \| 11:36:49 \| КК \| Включаємо S.O.S \| \| 11:36:50 \| Е \| (нрзб) \| \| 11:36:51 \| КК \| (Набір) \| \| 11:36:56 \| КК \| Повідомте, що у нас SOS \| \| 11:36:58 \| 2П-ст \| SOS, Пулково 612-й, SOS (Зовнішній зв'язок) \| \| 11:37:02 \| Д \| Пулковський 612-й, я вас не зрозумів (Зовнішній зв'язок) \| \| 11:37:03 \| ШТ \| S.O.S. S.O.S. Пулках … 12, S.O.S. S.O.S. S.O.S. Пулках. (Зовнішній зв'язок) \| \| 11:37:04 \| КК \| У нас швидкість яка? \| \| 11:37:07 \| КК \| Швидкість яка? \| \| 11:37:08 \| Е \| Дивись вертикальна \| \| 11:37:08 \| Д \| Вас зрозумів S.O.S. (Зовнішній зв'язок) \| \| 11:37:08 \| Е \| 65 \| \| 11:37:10 \| Е \| Дивися за швидкістю \| \| 11:37:12 \| 2П \| Навіщо загальмувався, тримаємо, тримаємо так, ось так. \| \| 11:37:15 \| Е \| Кут атаки \| \| 11:37:15 \| Е \| Нормально, нормально \| \| 11:37:16 \| Д \| Пулковський 612-й, ваше рішення? 30 км від Донецька. (Зовнішній зв'язок) \| \| 11:37:17 \| КК \| Андрюха, допомагай, щоб курс не крутився, давай, давай, давай. \| \| 11:37:20 \| 2П-ст \| SOS, Пулково 6-12, SOS Пулково 612 (Зовнішній зв'язок) \| \| 11:37:21 \| КК \| Виводимо, виводимо \| \| 11:37:23 \| Е \| Плавно виводимо. \| \| 11:37:24 \| Е \| У нас (нрзб) на себе. \| \| 11:37:27 \| КК \| Вправо, щоб курс не крутився, давай, давай, давай. \| \| 11:37:29 \| Д \| Пулковський 612-й, аварійне зниження? (Зовнішній зв'язок) \| \| 11:37:30 \| КК \| Давайте (орли), боремося, йоб то. \| \| 11:37:31 \| Е \| (нрзб) крути більше \| \| 11:37:35 \| ШТ \| Пулково 6-12, S.O.S. S.O.S. Знижуємося у нас вже … висоти 3000 (Зовнішній зв'язок) \| \| 11:37:39 \| КК \| У нас все працює, генератори, все? \| \| 11:37:39 \| Д \| Пулково 612, вас зрозумів, висота 3000. (Зовнішній зв'язок) \| \| 11:37:41 \| БІ \| Ні. \| \| 11:37:42 \| 2П-ст \| Так ми падаємо? \| \| 11:37:43 \| БІ \| (нрзб) помпажує (нрзб) другий \| \| 11:37:45 \| КК \| Лівий, та \| \| 11:37:45 \| Е \| Лівий (нрзб) \| \| 11:37:49 \| Е \| (нрзб) \| \| 11:37:50 \| КК \| Вова, давай там допомагай Андрюсі \| \| 11:37:52 \| Е \| (нрзб) \| \| 11:37:55 \| ШТ \| Висота 2000, Вань 2000 \| \| 11:37:58 \| ШТ \| У нас 2000, Вань 2000 \| \| 11:38:00 \| КК \| Йо-майо \| \| 11:38:02 \| Е \| Кинь це робити \| \| 11:38:04 \| КК \| Крутіть вправо \| \| 11:38:05 \| Е \| 2000 \| \| 11:38:05 \| Е \| Вертикальна \| \| 11:38:07 \| ШТ \| Так вліво, вліво (нрзб) \| \| 11:38:08 \| ШТ \| У нас 2 тисячі, Вань \| \| 11:38:09 \| Е \| Я не бачив \| \| 11:38:09 \| 2П \| Боже мій \| \| 11:38:10 \| ШТ \| 2000, Вань \| \| 11:38:11 \| Е \| Без крену \| \| 11:38:11 \| КК \| На себе, на себе, на себе, на себе, на себе. Андрюха тягни на себе. Андрюха тягни на себе. А себе, Андрюха тепер (нрзб) \| \| 11:38:18 \| Е \| (Злітний режим давай) \| \| 11:38:20 \| КК \| Режим злітний \| \| 11:38:21 \| Е \| Ліва нога, крен прибери \| \| 11:38:23 \| 2П-ст \| (нрзб) (Не вбивайте) \| \| 11:38:23 \| КК \| Андрюха, не панікуй! \| \| 11:38:25 \| Е \| Не вбивайте, Ну, не вбивайте. \| \| 11:38:27 \| КК \| (Земля) \| \| 11:38:28 \| Е \| (нрзб) \| \| 11:38:29 \| \| Крик \| \| 11:38:29 \| \| Кінець запису \| |       | |
| Час (UTC) | \|    | |
| 11:03:28 | КК    | Каже 612, до зльоту з 22-ї готовий. |
| 11:03:46 | 2П-ст | Пулково 612-й, до зльоту готовий. (Зовнішній зв'язок) |
| 11:03:49 | БІ    | На номіналі, так? |
| 11:03:50 | КК    | Так, на номіналі. |
| 11:03:52-11:03:55 | Д     | Пулково 612, зліт дозволяю. (Зовнішній зв'язок) |
| 11:03:54-11:03:55 | КК    | На номіналі. |
| 11:03:55-11:03:57 | 2П-ст | злітають, Пулково 612. (Зовнішній зв'язок) |
| 11:03:56 | КК    | А передполітну (нрзб) ? |
| 11:03:58 | КК    | Не горить, готів, режим номінальний, РУД тримати, фари великий. |
| 11:04:01 | ШТ    | Зліт 5 хвилин. |
| 11:04:02 | 2П-ст | Не горить, готовий |
| 11:04:03 | БІ    | Параметри двигунів, системи в нормі. |
| 11:04:05 | КК    | (нрзб) |
| 11:04:06 | ШТ    | Потім нам ешелон дасть. |
| 11:04:07 | КК    | Поїхали. |
| 11:04:09 | 2П-ст | Штурвал від себе? |
| 11:04:10 | БІ    | Закрито клапани перепуску, ставимо? |
| 11:04:12 | КК    | Та-ак. |
| 11:04:13 | Е     | Поїхали. |
| 11:04:18-11:04:22 | КК    | Фари великий, час, екіпаж злітаємо, рубіж 245. |
| 11:04:20-11:04:22 | БІ    | Параметри в нормі, руди тримаю. |
| 11:04:23-11:04:42 | ШТ    | Швидкість зростає: 160, 180, 200, 220, 240 кордон. |
| 11:04:42 | КК    | Зліт продовжуємо. |
| 11:04:43 | КК    | Підйом. |
| 11:04:45 | ШТ    | 265. |
| 11:04:46 | КК    | Шасі прибрати. |
| 11:04:48 | 2П-ст | Шасі забираються. |
| 11:04:48 | ШТ    | 280. |
| 11:04:51 | КК    | Фари вимкнути, прибрати. |
| 11:04:52 | ШТ    | Висота 50. |
| 11:04:57 | ШТ    | Фари прибрані, шасі прибрані. |
| 11:04:58 | Е     | Коло встановлено, працюємо. |
| 11:05:04 | ШТ    | „Анапа-Круг“, добрий день, Пулково 612-й, зліт правим на SORUL (Зовнішній зв'язок) |
| 11:05:10 | Д     | Пулковський 612-й, „Анапа-Круг“, добрий день, правим на SORUL, набирайте 2100, код відповідача 10-0-4 (Зовнішній зв'язок)                                                                                                 |
| 11:05:18-11:05:19 | КК    | Набираємо 2100. |
| 11:05:18-11:05:22 | 2П-ст | 10-0-4, набираємо 2100, Пулково 612-й (Зовнішній зв'язок) |
| 11:05:24 | 2П-ст | 2100 |
| 11:05:25 | ШТ    | 2100 |
| 11:05:26 | КК    | Набираємо 2100 |
| 11:05:32 | Е     | (нрзб). |
| 11:05:34 | ШТ    | (нрзб). |
| 11:05:36 | Е     | (нрзб). |
| 11:05:37 | 2П    | Кран (нрзб) нейтрально, ні? |
| 11:05:43 | БІ    | Кран нейтрально. |
| 11:05:47 | Е     | (Можна) прибирати? |
| 11:06:14 | КК    | Добре живуть, так? |
| 11:06:15 | ШТ    | Та взагалі. |
| 11:06:17 | 2П-ст | (нрзб). |
| 11:06:23 | КК    | (нрзб) Блядь, прямо в море (нрзб). |
| 11:06:26 | ШТ    | Підходимо до курсу. |
| 11:06:27 | КК    | Закрилки „нуль“. |
| 11:06:30 | 2П-ст | Закрилки „нуль“, забираються. |
| 11:06:31 | ШТ    | Прибираються синхронно. Стабілізатор до нуля. Предкрилки забираються. |
| 11:06:36 | ШТ    | САУ підготовлена (нрзб). |
| 11:06:39 | Е     | Перехід? |
| 11:06:40 | Е     | 2100 буде. |
| 11:06:42 | КК    | Ешелон переходу 1013, 760 встановити. |
| 11:06:45 | 2П-ст | 10-13, 760 справа встановлено. |
| 11:06:48 | Е     | Пр-р-р … |
| 11:06:50 | Е     | (нрзб). |
| 11:07:22 | Е     | (нрзб). |
| 11:07:25 | КК    | Включив, „СТАБ.ВЕ“ горить. |
| 11:07:29 | Е     | Приберемо, приберемо, приберемо (нрзб). |
| 11:07:31 | ШТ    | Підходимо. |
| 11:07:41 | ШТ    | 2-100. |
| 11:07:45 | 2П-ст | 2-100. |
| 11:07:46 | 2П-ст | Пулково 612-й, зайняв 2-100. (Зовнішній зв'язок) |
| 11:07:49 | Д     | Пулково 612, робіть „Ростов-Контроль“ 122,9 (Зовнішній зв'язок) |
| 11:07:54 | 2П-ст | 122 і 9 Пулково 612. До побачення. (Зовнішній зв'язок) |
| 11:07:57 | ШТ    | „Ростов-Контроль“, добрий день, Пулково 612, 2100 на SORUL. (Зовнішній зв'язок) |
| 11:08:11 | Д     | Пулково 612, „Ростов-Контроль“, добрий день, набирайте 3000 на SORUL не … нижче (Зовнішній зв'язок) |
| 11:08:21 | ШТ    | Набираємо 3000 на SORUL, Пулково 6-12. (Зовнішній зв'язок) |
| 11:08:23 | Е     | Я так і знав (нрзб). |
| 11:08:24-11:08:29 | 062   | По курсу засвічення, відвернули вліво, дозвольте на RIDLY і відразу розрахункове зниження. (Зовнішній зв'язок) |
| 11:08:31 | КК    | (нрзб). |
| 11:08:33-11:08:36 | 062   | Обходимо своїми засобами. (Зовнішній зв'язок) |
| 11:08:35 | КК    | Вічно в Ростові, блядь, приморожені. |
| 11:08:38-11:08:43 | Д     | Тільки на RIDLY, не лівіше, працюють сусіди (Зовнішній зв'язок) |
| 11:08:44 | 062   | 062, прийняв, цю беремо курс RIDLY і розрахункове зниження (Зовнішній зв'язок) |
| 11:08:50 | Д     | 062, знижуйте поки е … 7200. (Зовнішній зв'язок) |
| 11:08:57 | 062   | 7200 знижуюсь, 062 (Зовнішній зв'язок) |
| 11:09:12 | Е     | Пулково 612, зайняв 3000 (Зовнішній зв'язок) |
| 11:09:17 | Д     | Пулково 612, набирайте е … 5700 (Зовнішній зв'язок) |
| 11:09:24 | Е     | Набираю 5700, 612-й (Зовнішній зв'язок) |
| 11:09:27 | Е     | 5700? |
| 11:09:18 | Е     | Ага. |
| 11:09:29 | КК    | Знову знижуєшся. |
| 11:09:30 | Е     | (нрзб). |
| 11:09:35-11:09:36 | (ШТ)  | Ніхто не заважає (нрзб). |
| 11:09:36-11:09:37 |       | Звуковий сигнал ВБЕ |
| 11:09:56 | Е     | (нрзб). |
| 11:09:58 | 2П-ст | Говорити 5700? |
| 11:10:00 | ШТ    | Правильно |
| 11:10:01 | Е     | (нрзб). |
| 11:10:51 | КК    | Ой (нрзб) Анапа, та Ігорю я (нрзб) це місце. |
| 11:11:01 | ШТ    | (Одне радує) економіка (нрзб). |
| 11:11:05 | КК    | Один хуй, Андрюха, працює. |
| 11:11:07 | Е     | (нрзб) 20 % |
| 11:11:11 | КК    | Тобі платять за економію? |
| 11:11:13 | ШТ    | Премія минулого місяця. |
| 11:11:14 | 2П-ст | (нрзб) стали платити. |
| 11:11:17 | 2П-ст | Два місяці не платили. |
| 11:11:18 | Е     | Дивись, щоб платили. |
| 11:11:25 | КК    | Повинні були в липні заплатити, а йому правильно в липні і заплатили за червень. |
| 11:11:42 | 2П-ст | За місяць скільки платять? |
| 11:11:44 | ШТ    | За серпень заплатять у жовтні. |
| 11:11:48 | Д     | 062, знижуйте поки 6-600. (Зовнішній зв'язок) |
| 11:11:54 | 062   | 6-600 знижуюсь, 062 (Зовнішній зв'язок) |
| 11:12:01 | КК    | (Від себе). |
| 11:12:03 | 2П-ст | (Від себе). |
| 11:12:04 | КК    | Так (нрзб) зробив. |
| 11:12:06 | Е     | (нрзб) |
| 11:12:07 | Е     | (нрзб) |
| 11:12:11 | Е     | (нрзб) звичайні (нрзб) |
| 11:12:16-11:12:17 | КК    | (сміх). |
| 11:12:19 | КК    | Ось цього не знає (нрзб) |
| 11:12:20-11:12:32 | Д     | 062, для інформації SIGMET, в зоні фронтальні грози з сильним градом … гро … градом, до 12 тис. … до 13 тисяч, зсув північний схід (Зовнішній зв'язок)                                                                    |
| 11:12:24 | ШТ    | Ми знаємо. |
| 11:12:32-11:12:34 | 062   | Інформацію взяв, 6600 зайняли (Зовнішній зв'язок) |
| 11:12:35 | КК    | (нрзб). |
| 11:12:36-11:12:40 | Д     | 062, поки 6000, знижуйте (Зовнішній зв'язок) |
| 11:12:37 | ШТ    | Ми не встигнемо набрати (нрзб). |
| 11:12:41-11:12:43 | 062   | 6000 знижуємося, 062 (Зовнішній зв'язок) |
| 11:12:42 | Е     | (нрзб). |
| 11:12:46 | Д     | Пулково 612, для інформації, зустрічний знижується 6000, 5700 поки, доповісте, і маємо по трасі SIGMET на … фронтальні грози з сильним градом, зсув північний схід. (Зовнішній зв'язок)                                   |
| 11:12:59 | ШТ    | Пулково 612, взяли інформацію, зайняли 5700, зберігаємо. (Зовнішній зв'язок) |
| 11:13:03 | Д     | 612, 5700 до команди. (Зовнішній зв'язок) |
| 11:13:06 | ШТ    | Зустрічний 6000. |
| 11:13:06-11:13:07 | КК    | Як довго набираємо. |
| 11:13:06-11:13:08 | (ШТ)  | Зустрічний 6000. |
| 11:13:09 | КК    | Га? |
| 11:13:07 |       | Звуковий сигнал ВБЕ? |
| 11:13:09 | ШТ    | Зустрічний 6000. |
| 11:13:11 | КК    | А скільки до зустрічного (нрзб)? |
| 11:13:14 | 062   | 062, 6000. (Зовнішній зв'язок) |
| 11:13:17 | Д     | 062, 6000 до команди, зустрічний 5700 по курсу. (Зовнішній зв'язок) |
| 11:13:20 | 062   | Інформацію прийняв, зберігаю 6000. (Зовнішній зв'язок) |
| 11:13:22 | КК    | Ось дурні, що б раніше не розвести, так? |
| 11:13:27 | Е     | (нрзб). |
| 11:13:44 | ШТ    | 612-й, скільки між нами, підкажіть? (Зовнішній зв'язок) |
| 11:13:48 | Д     | 612-й, цю між вами 35 по курсу правими. (Зовнішній зв'язок) |
| 11:13:53 | ШТ    | Зрозумів, Дякуємо. |
| 11:13:58 | КК    | Ой, прямо в хмару ліземо. Не красиво як. |
| 11:14:01 | ШТ    | Вправо треба. |
| 11:14:02 | ШТ    | На курсі. |
| 11:14:07 | КК    | Так прибираємо, став 8-5. |
| 11:14:10 | БІ    | 8-5 |
| 11:14:14 | ШТ    | (нрзб) вправо треба. |
| 11:14:16 | КК    | Га? |
| 11:14:18 | ШТ    | Вправо 10 взяти треба. |
| 11:14:20 | ШТ    | Пулково 612, у нас попереду засвітлення, ми беремо курс вправо, приблизно так 25 градусів е … 15 градусів (Зовнішній зв'язок)                                                                                             |
| 11:14:30 | Д     | Пулково 612, обхід за свїми ресурсами. (Зовнішній зв'язок) |
| 11:14:33 | ШТ    | Пулково 612. (Зовнішній зв'язок) |
| 11:14:35 | Е     | Красиво? |
| 11:14:44 | Е     | Страшно? |
| 11:14:47 | КК    | (нрзб) |
| 11:14:50 | Е     | (сміх). |
| 11:14:52 | ШТ    | У принципі все гаразд. |
| 11:14:55 | КК    | (нрзб) |
| 11:14:56 | Е     | (нрзб) |
| 11:15:04 | КК    | (нрзб) |
| 11:15:08 | 062   | 062, дозвольте курс SORUL зі зниженням. (Зовнішній зв'язок) |
| 11:15:13 | Д     | 062, беріть курс SORUL, поки 6000, до команди, через (нрзб) секунд, до розбіжності. (Зовнішній зв'язок) |
| 11:15:19 | 062   | 062, 6000 зберігаю, курс SORUL. (Зовнішній зв'язок) |
| 11:15:33 | 062   | 062, розійшлися з бортом. (Зовнішній зв'язок) |
| 11:15:35-11:15:43 | Д     | 062, підтверджую розбіжність по локатору, знижується, поки 3 … Е … 3600. (Зовнішній зв'язок) |
| 11:15:43-11:15:45 | 062   | 3600 знижуємося, 062 (Зовнішній зв'язок) |
| 11:15:39 | Е     | (нрзб) |
| 11:15:41 | Е     | Розійшлися? |
| 11:15:46 | КК    | Так. |
| 11:15:48 | 5045  | VSV 50-45, розрахункова зміна ешелону 180. (Зовнішній зв'язок) |
| 11:15:52 |       | Звуковий сигнал |
| 11:15:56 | Д     | VSV 50-45, набирайте ешелон 180-й. (Зовнішній зв'язок) |
| 11:16:02 | 5045  | Набираю 180-й ешелон, 50-45. (Зовнішній зв'язок) |
| 11:16:06 | Д     | Пулково 612-й, набирайте 8600 на OLGIN. (Зовнішній зв'язок) |
| 11:16:10 | ШТ    | На OLGIN набираємо ешелон 8600, Пулково 6-12. (Зовнішній зв'язок) |
| 11:16:14 | КК    | Номінал. |
| 11:16:17 | Е     | Так, начальник. |
| 11:16:19 | КК    | (нрзб) треба набрати потім обходити (нрзб). |
| 11:16:24 | КК    | Ти там давай (нрзб). |
| 11:16:28 | КК    | Зауваження він командиру робить. |
| 11:16:29 |       | (Стук) |
| 11:16:31 | БІ    | Куди він (везе/веде) пасажирів. |
| 11:16:33 | КК    | Дай, (нрзб) Дядь Вов |
| 11:16:37 | (ШТ)  | Другий пілот нічого (нрзб) , та командир? |
| 11:16:40 | БІ    | Мало літав (нрзб). |
| 11:16:47 | БІ    | Я ж (нрзб) не ковтав, тому я краще себе почуваю. |
| 11:16:54 | КК    | (нрзб) В житті не піду більше, спробуйте змусити мене. |
| 11:17:01 | КК    | Не маєте права, блядь, коли наші космічні кораблі борознять простори світового океану, змусити ковтати цю хуйню (нрзб) заради експерименту ми вам платимо здоров'ям вам хочеться подивитися, блядь, помилуватися, от хуй. |
| 11:17:21 | КК    | Знайшли, блядь, клоунів. |
| 11:17:32 | Е     | (нрзб) 4 роки ковтав. |
| 11:17:32-11:17:36 | 5045  | VSV 5045, RENAT 180-й ешелон. (Зовнішній зв'язок) |
| 11:17:37-11:17:47 | Д     | 5045, підтверджую RENAT на ешелоні 180. Працюйте «Сімферополь-Радар» 134,3. Щасливо. (Зовнішній зв'язок) |
| 11:17:37 | КК    | Пішов серветку викинути. |
| 11:17:39 | КК    | (нрзб). |
| 11:17:40 | Е     | Пішли в салон. |
| 11:17:41 | Е     | E … т. Мати. |
| 11:17:48 | 5045  | «Сімферополь-Радар» 134,3. Всього доброго, 5045. (Зовнішній зв'язок) |
| 11:17:56 | КК    | (нрзб) всі лікарі підераси, Йоли-пали, мучать нас. |
| 11:18:01 | КК    | Здорових пацанів, так? |
| 11:18:01 | Е     | Так. |
| 11:18:04 | КК    | Цим мучать? |
| 11:18:07 | КК    | Так, зроби мені каву. |
| 11:18:09 | Е     | Так, я в академії проходив. |
| 11:18:11 | КК    | Поїхали разом проходити (нрзб). |
| 11:18:26 | 062   | 062, 3600 Зовнішній зв'язок |
| 11:18:27 | Д     | 062, знижуйте 3000 (Зовнішній зв'язок) |
| 11:18:26 | КК    | На OLGIN відмінно було б. |
| 11:18:29 | 062   | 3000 знижують, 062 (Зовнішній зв'язок) |
| 11:18:37 | КК    | Набирати б. Хоча в академію |
| 11:18:38 | КК    | А якщо будуть сильно зазивати, посилай всіх на х (нрзб). Скажи: у мене там свої лікарі і я у них оглядався і не збираюся міняти, мене це влаштовує.                                                                       |
| 11:18:42 | КК    | Посилай всіх на х. |
| 11:18:44 | КК    | М'яко так. |
| 11:18:46 | Е     | Боїшся? |
| 11:18:47 | 2П-ст | А якщо правда боюся. |
| 11:18:49 | КК    | Хто хоче газованої води? |
| 11:18:50 | Е     | Прохолодної |
| 11:18:51 | Е     | Ніхто |
| 11:18:52 | КК    | Га? |
| 11:18:53 | Е     | Ніхто |
| 11:18:55 | КК    | Чому? |
| 11:18:56 | КК    | Не любите? |
| 11:18:56 | 062   | 062, 3000 (Зовнішній зв'язок) |
| 11:18:59 | Д     | 062, знижуйте 2400 (Зовнішній зв'язок) |
| 11:19:01 | 062   | 2400 знижуємося, 062 (Зовнішній зв'язок) |
| 11:19:04 | КК    | Хороша прохолодненька, Дядько Вова, і ти не хочеш чи що? |
| 11:19:09 | КК    | Макар, давай. |
| 11:19:17 | Е     | (нрзб). |
| 11:19:19 | Е     | Корисно |
| 11:19:20 | Е     | (нрзб). |
| 11:19:20 | КК    | У ще один простак. |
| 11:19:27 | КК    | Де його (нрзб) ? |
| 11:19:41 | Е     | Нормально. |
| 11:19:45 | Е     | (нрзб) 700, так? |
| 11:19:46 | ШТ    | Сімсот |
| 11:19:47 | 062   | 062, 2400 (Зовнішній зв'язок) |
| 11:19:52 | Д     | 062, на 2400, працюйте «Анапа-Круг» 118,7. (Зовнішній зв'язок) |
| 11:19:54 | 062   | 118,7, 062. До побачення. (Зовнішній зв'язок) |
| 11:19:58 | ШТ    | 612-й, зайняли 8-600. (Зовнішній зв'язок) |
| 11:20:01 | Д     | 612-й, обійшли грозу, ні? (Зовнішній зв'язок) |
| 11:20:13 | ШТ    | Ось кілометр через 5 значить е … будемо вліво підвертати. (Зовнішній зв'язок) |
| 11:20:15 | Д     | 612-й, зрозумів, відхилення велике. Будете набирати далі? (Зовнішній зв'язок) |
| 11:20:16 | ШТ    | Так-так (Зовнішній зв'язок) |
| 11:20:18 | Д     | 612-й, не зрозумів (Зовнішній зв'язок) |
| 11:20:20 | ШТ    | Так, я буду набирати вище 9-600 (Зовнішній зв'язок) |
| 11:20:23 | Д     | Пулково 612, набирайте 9-600 (Зовнішній зв'язок) |
| 11:20:24 | ШТ    | Наберемо ешелон 9-600, Пулково 6-12 (Зовнішній зв'язок) |
| 11:20:23 | КК    | (нрзб) вище. |
| 11:20:24 | КК    | Не дадуть. |
| 11:20:24 | Е     | Вам (нрзб). |
| 11:20:26 | 2П-ст | 9-600 |
| 11:20:29 | КК    | (нрзб) |
| 11:20:35 | ШТ    | Тут нормально буде |
| 11:20:45 | КК    | Скажи їм, Андрюха, Пулково 612, беремо курс на трасу. Взяли курс на трасу. |
| 11:20:51 | Е     | Давай, набирай. |
| 11:20:51 | КК    | Говори, говори! |
| 11:20:52 | Е     | (сміх). |
| 11:20:53 | 2П-ст | (нрзб) |
| 11:20:54 | КК    | Говори. |
| 11:20:55 | 2П-ст | Пулково 612-й, взяли курс на трасу. (Зовнішній зв'язок) |
| 11:20:57 | Е     | (нрзб). |
| 11:21:02 | КК    | Куди ти йому сказав? |
| 11:21:05 | ШТ    | Тоді (нрзб). Ти командир … за завданням. |
| 11:21:08 | Е     | Інших пілотів (нрзб). |
| 11:21:11 | Д     | Пулково 612, Харків дозволив вам курс на LIPSO (Зовнішній зв'язок) |
| 11:21:16 | ШТ    | От спасибі, курс LIPSO, Пулково 6-12. (Зовнішній зв'язок) |
| 11:21:20 | КК    | Сказали б вихід OLGIN на трасу. |
| 11:21:25 | КК    | Значить диспетчер подумав, раз мене поважають і я їх поважатиму. |
| 11:21:28 | 400   | «Ростов-Контроль», UTAIR 400, добрий вечір, 2100 на PATUM (Зовнішній зв'язок) |
| 11:21:33 | Д     | UTAIR 400, «Ростов-Контроль», добрий вечір. Поки 2100 до команди. Зустрічний 2400, між вами цю дві … 15 по курсу. (Зовнішній зв'язок)                                                                                     |
| 11:21:42 | Е     | А нам взагалі туди з яким курсом? |
| 11:21:44 | 400   | UTAIR 400, зберігаю 2100, інформацію прийняв. (Зовнішній зв'язок) |
| 11:21:46 | КК    | (нрзб) прибирай м … Метом. |
| 11:21:54 | Е     | Кілометрів 45-43. Чисто, так? |
| 11:22:00 | Е     | Я сміюся? |
| 11:22:04 | Е     | Постав Харків. |
| 11:22:20 | ШТ    | Пулково 6-12, підходимо траверзі OLGINa, у наборі 9-600. (Зовнішній зв'язок) |
| 11:22:24 | Д     | Пулково 612-й, 9-600 поки доповісте. (Зовнішній зв'язок) |
| 11:22:27 | ШТ    | Доповімо 9-600, Пулково 6-12. (Зовнішній зв'язок) |
| 11:22:33 | Д     | UTAIR 400, із зустрічними розійшлися, він пішов вже вправо від вас. Набирайте поки 4800 і підписали? (Зовнішній зв'язок)                                                                                                  |
| 11:22:46 | 400   | UTAIR 400, набираю 4800, а підписаний … 10100 підписаний, але ESIMO 9100 поки що. (Зовнішній зв'язок) |
| 11:22:55 | Д     | 400-й зрозумів. (Зовнішній зв'язок) |
| 11:23:06 |       | Звуковий сигнал ВБЕ |
| 11:23:07 | ШТ    | Пулково 612, 9-600 зайняли (Зовнішній зв'язок) |
| 11:23:16 | ШТ    | Пулково 6-12, 9-600 (Зовнішній зв'язок) |
| 11:23:22 | Д     | Пулково 612, дотримуйтесь 9600 оцю траверс OLGINa проходите, працюйте «Харків-Радар» 135,6 … 135,8. Щасливо. (Зовнішній зв'язок)                                                                                          |
| 11:23:31 | ШТ    | 135,8 Пулково 612. Дякую, до побачення. (Зовнішній зв'язок) |
| 11:23:32 |       | (нрзб). (Зовнішній зв'язок) |
| 11:23:38 | Д     | Turkish 1451, Be informed about thunderstorm over Donetsk. Thunderstorm over Donetsk and advise me your alternate. (Зовнішній зв'язок)                                                                                    |
| 11:23:50 | 1451  | Roger … eh … (нрзб)… hold … eh … before Papa Victor approximately thirty minutes. (Зовнішній зв'язок) |
| 11:23:58 | Е     | Так заїбав турків. |
| 11:24:04 | КК    | Давай |
| 11:24:05 | ШТ    | «Харків-Радар», добрий день, Пулково 612, 9600 на зміну 3-6-0, курс LIPSO (Зовнішній зв'язок) |
| 11:24:10 | Д     | Пулково 612, «Харків-Радар», добрий день, траверс OLGINa 20 км східніше, набирайте LIPSO, ешелон польоту 3-6-0. (Зовнішній зв'язок)                                                                                       |
| 11:24:17 | ШТ    | На LIPSO, набираємо ешелон 3-6-0, Пулково 6-12 (Зовнішній зв'язок) |
| 11:24:19 |       | Звуковий сигнал |
| 11:24:20 | КК    | Набираємо 36 (нрзб). |
| 11:24:21 | (БІ)  | 3-6-0 |
| 11:24:23 | ШТ    | Ось тупий турок, блядь, (нрзб) а він каже, та тут залишилося тобі 50 хвилин. |
| 11:24:31 | КК    | Нормально (сміх). Як справи? |
| 11:24:33 | (КК)  | Тому що. |
| 11:24:34 | ШТ    | Та-ак, молодець знову по-турецьки. |
| 11:24:40 | ШТ    | (нрзб) писати (нрзб). |
| 11:24:45 | КК    | (нрзб). |
| 11:24:49 | Е     | Запишемо. |
| 11:24:50 | КК    | А … Вийшло шикарно (нрзб). |
| 11:24:55 | 322   | «Харків-Радар», ну що турок так і повідомив свій запасний? (Зовнішній зв'язок) |
| 11:24:59 | Д     | VNZ 322, немає (Зовнішній зв'язок) |
| 11:25:03 | 322   | А який його позивний? (Зовнішній зв'язок) |
| 11:25:05 | Д     | Ви вважаєте, що ви краще йому поясните? Позивний у нього «Turkish 1451» (Зовнішній зв'язок) |
| 11:25:11 | 1451  | Turkish four … 1451, go ahead. (Зовнішній зв'язок) |
| 11:25:14 | 322   | Turkish 1451, please advice to «Harkov-Radar» your alternate aerodrome. Alternate. (Зовнішній зв'язок) |
| 11:25:21 | 1451  | Roger? Understand. We are maintain 2-7-0 and … holding Papa Victor 10 miles to North … South. (Зовнішній зв'язок) |
| 11:25:38 | КК    | Пиздець. |
| 11:25:41 | ШТ    | Оце тупий блядь |
| 11:25:45 | Д     | Turkish 1451, roger. You will … will be over Papa Whiskey at FL270? (Зовнішній зв'язок) |
| 11:25:55 | 1451  | Roger, Papa Whiskey South of Papa Whiskey 20 miles we will be holding approximately 30 miles if available. (Зовнішній зв'язок)                                                                                            |
| 11:26:08 | ШТ    | Три хвилини фраза, от блядь, от придурок. |
| 11:26:11 | Д     | Turkish 1451, how long will you wait over Papa Whiskey? (Зовнішній зв'язок) |
| 11:26:18 | 1451  | 30 minutes, 30 minutes. Three zero minutes. (Зовнішній зв'язок) |
| 11:26:22 | Д     | Turkish 1451, roger. Hold over Papa Whiskey 30 minutes. (Зовнішній зв'язок) |
| 11:26:31 | 1451  | Roger. It is ok, 20 miles to South Whiskey hold. (Зовнішній зв'язок) |
| 11:26:37 | ШТ    | Ось тупий блядь, я хуею, для турка, блядь, все робиться (нрзб). |
| 11:26:42 | 322   | «Харків-Радар», Тбілавіа 322, виходимо із зони, ешелон 330. (Зовнішній зв'язок) |
| 11:26:48 | Д     | VZN 322, працюйте «Ростов-Контроль» 133,6 (Зовнішній зв'язок) |
| 11:26:53 | 322   | 133,6 всього доброго. (Зовнішній зв'язок) |
| 11:26:53 | Е     | Все. |
| 11:26:55 | Д     | До побачення. (Зовнішній зв'язок) |
| 11:26:55 | ШТ    | Зараз швидше набрати треба. |
| 11:26:56 | Е     | Режим 90. |
| 11:26:57 | Е     | Через двадцять (нрзб) контроль буде. |
| 11:26:58 | Е     | (нрзб) |
| 11:27:01 | Е     | (нрзб) |
| 11:27:03 | КК    | Режим зберігаємо |
| 11:27:06 | ШТ    | «Харків-Радар», Пулково 6-12, дозвольте набір 3-8-0. (Зовнішній зв'язок) |
| 11:27:10 | КК    | По «Грозі» скажи. |
| 11:27:11 | Д     | Пулково 612, дотримуйтесь ешелон польоту 3-6-0 LISPO (Зовнішній зв'язок) |
| 11:27:11 |       | Звуковий сигнал |
| 11:27:15 | ШТ    | Дозвольте набрати 3-8-0 Зовнішній зв'язок |
| 11:27:17 | Д     | Пулково 612, набирайте ешелон польоту 3-8-0 (Зовнішній зв'язок) |
| 11:27:21 | Е     | (нрзб) Ну от (нрзб). |
| 11:27:21 | ШТ    | Набираю ешелон польоту 3-8-0, Пулково 6-12 (Зовнішній зв'язок) |
| 11:27:21 |       | Звуковий сигнал ВБЕ |
| 11:27:24 | КК    | (Кру) тієї, блядь він то (сміх) він теж там переляканий сидить. |
| 11:27:28 | ШТ    | Ага, блядь, турок-то налякав. |
| 11:27:32 | КК    | Турок я так зрозумів не над Papa Whiskey чекає. |
| 11:27:34 | ШТ    | Ні, та ось так, прямо відразу. |
| 11:27:36 | Е     | (нрзб). |
| 11:27:37 | КК    | (нрзб) кілометрів 20. |
| 11:27:39 | ШТ    | (нрзб) |
| 11:27:39 | Е     | (Сім) (нрзб) |
| 11:27:41 | Е     | Так. |
| 11:27:42 | Е     | Ой, бля … |
| 11:27:43 | КК    | Ось туркмен баші, блядь, урод дрібний |
| 11:27:45 | Е     | (нрзб) |
| 11:27:50 | КК    | Орли. |
| 11:27:55 | Е     | Орли … и. |
| 11:27:56 | ШТ    | (нрзб) з провалами, блядь |
| 11:27:59 | КК    | Треба її, напевно, вище (нрзб) |
| 11:28:01 | Е     | Ой, Андрюшка здрейфив. |
| 11:28:03 | Е     | (сміх) |
| 11:28:04 | Е     | Андрій |
| 11:28:07 | Е     | Так, начебто світленька. |
| 11:28:08 | Е     | Нормально. |
| 11:28:09 | ШТ    | Ось зверху тут (нрзб). |
| 11:28:13 | Д     | Turkish 1451. (Зовнішній зв'язок) |
| 11:28:14 |       | Звуковий сигнал ВБЕ |
| 11:28:15 | 1451  | Go ahead. (Зовнішній зв'язок) |
| 11:28:16 | Д     | Turkish 1451, Donetsk informed: aerop … airfield will be closed three zero minutes. (Зовнішній зв'язок) |
| 11:28:22 | КК    | Ось пиздець йому (нрзб) на фіг (сміх) став 4-600 поки |
| 11:28:24 | 1451  | Eh … 55 minutes now, 20 minutes South Papa Victor holding, turning left base. Turkish 1451 (Зовнішній зв'язок) |
| 11:28:33 | КК    | Блядь (сміх) пиздець (нрзб) |
| 11:28:45 | Е     | (нрзб) (сміх) |
| 11:28:48 | ШТ    | Control, ask you about fuel, endurance fuel. (Зовнішній зв'язок) |
| 11:28:51 | Е     | (сміх) |
| 11:28:55 | Е     | (сміх) |
| 11:28:57 | Д     | Пулково 612, ми розібралися з ним, все спасибі. (Зовнішній зв'язок) |
| 11:29:00 | КК    | Як хочете (нрзб) тоді питаєш. |
| 11:29:04 | КК    | Орли, от крутий (нрзб) |
| 11:29:08 | ШТ    | 20 хвилин як пролетіли (нрзб) Papa Whiskey (нрзб) (сміх). |
| 11:29:13 | КК    | Молодці. |
| 11:29:15 | КК    | Андрюха, тобі треба в Туреччину їхати літати, там тобі (нрзб) (сміх). |
| 11:29:22 | КК    | Так туди ось прийдеш відразу ойкнеш. |
| 11:29:23 | Е     | Як вийде. |
| 11:29:29 | КК    | Трохи б вище |
| 11:29:31 | ШТ    | Пулково 6-12, зайняли ешелон 3-8-0 (Зовнішній зв'язок) |
| 11:29:35 | Д     | (нрзб) дотримуйтесь 3-8-0 LIPSO. (Зовнішній зв'язок) |
| 11:29:37 | ШТ    | 3-8-0 LIPSO, Пулково 6-12. (Зовнішній зв'язок) |
| 11:29:41 | Е     | Крути тільки (нрзб) не особливо подобається. |
| 11:29:45 | КК    | Розкажи що тут (штурман)? |
| 11:29:50 | Е     | Все буде нормально, бля. |
| 11:29:56 | КК    | перетягувати. |
| 11:30:02 | Е     | (нрзб) |
| 11:30:10 | Е     | Так (нрзб). |
| 11:30:13 | Е     | Я потім розповім тобі, нормально буде. |
| 11:30:17 | Е     | Хтозна (нрзб) |
| 11:30:24 | Е     | Як справи? |
| 11:30:25 | ШТ    | відпад. |
| 11:30:26 | Е     | Нормально (сміх) |
| 11:30:29 | КК    | А ви доповісте про те, що відпад. |
| 11:30:33 | КК    | А. |
| 11:30:34 | Е     | (нрзб) 290 |
| 11:30:35 | КК    | Ще соточку прибери. |
| 11:30:48 | (БІ)  | Так |
| 11:31:03 | ШТ    | Пулково 6-12, для обходу вліво 10 дозволите. (Зовнішній зв'язок) |
| 11:31:06 | Д     | Пулково 612-й, дозволив (Зовнішній зв'язок) |
| 11:31:09 | ШТ    | Дякую (Зовнішній зв'язок) |
| 11:31:20 | КК    | Ще сто прибери |
| 11:31:23 | БІ    | Ще 100 приберемо (нрзб) |
| 11:31:29 | Д     | Turkish 1451. (Зовнішній зв'язок) |
| 11:31:32 | 1451  | Go ahead. (Зовнішній зв'язок) |
| 11:31:33 | Д     | Turkish 1451, Donetsk informed: airfield will be closed … will be closed three zero minutes. (Зовнішній зв'язок) |
| 11:31:46 | 1451  | Closed 30 minutes, confirm, three zero minutes. (Зовнішній зв'язок) |
| 11:31:50 | Д     | Turkish 1451, confirm, 30 minutes will be closed. (Зовнішній зв'язок) |
| 11:31:54 | 1451  | Roger, we are holding 270, South of Papa Whiskey 20 miles and turning left to outbound course. (Зовнішній зв'язок) |
| 11:32:12 | Д     | Turkish 1451, roger. (Зовнішній зв'язок) |
| 11:32:21 | Е     | Ми з тобою летимо (нрзб). Начальники. |
| 11:32:38 | Е     | (Запитайте набір). |
| 11:32:48 | Е     | Дай (нрзб). |
| 11:32:58 |       | Сигнал АУАСП |
| 11:32:58 | Д     | Turkish 1451 (Зовнішній зв'язок) |
| 11:33:00 | Е     | Єбгу. |
| 11:33:01 | 1451  | Go ahead. (Зовнішній зв'язок) |
| 11:33:02 | Д     | Turkish 1451, how long you will hold over Papa Whiskey after 12:00 UTC. (Зовнішній зв'язок) |
| 11:33:04 | Е     | (нрзб). |
| 11:33:05 | КК    | Так-так-так. |
| 11:33:07 | КК    | Давай тимчасово 400 або який, твою мать, а то це хуйня повна, так. Проси 390, а то нам не оминути йобт. |
| 11:33:14 |       | Сигнал АУАСП |
| 11:33:18 | ШТ    | Перемкнув. |
| 11:33:21 | ШТ    | «Контроль», Пулково 6-12. (Зовнішній зв'язок) |
| 11:33:22 | Д     | Пулковський 612-й, слухаю вас. (Зовнішній зв'язок) |
| 11:33:23 | КК    | Додай, та |
| 11:33:25 | ШТ    | Пулково 6-12, дозвольте набір тимчасово ешелон 3-9-0. (Зовнішній зв'язок) |
| 11:33:29 | КК    | Сильна бовтанка і т. д. скажи |
| 11:33:32 | Д     | Пулковський 612-й, набирайте 3-9-0. (Зовнішній зв'язок) |
| 11:33:35 | ШТ    | Набираємо ешелон 3-9-0. Спасибі велике, Пулково 6-12 (Зовнішній зв'язок) |
| 11:33:38 | КК    | Ще хуй наберемо його. |
| 11:33:39 | КК    | 3-9-0. |
| 11:33:40 | КК    | Набираємо |
| 11:33:41 | 1451  | Turkish 1451, wait … 12:00 … approximately 30 minutes hold … available, Turkish 1451. (Зовнішній зв'язок) |
| 11:33:46 | КК    | Куди від них піти, йоб. |
| 11:33:48 | Е     | Гроза внизу. |
| 11:33:49 | КК    | Ебошить тут на 380-му. |
| 11:33:50 | Е     | Теж (нрзб). |
| 11:33:52 | КК    | І тут (нрзб) поїхали вліво. |
| 11:33:56 |       | Звуковий сигнал ВБЕ |
| 11:34:00 | Д     | Turkish 1451, confirm 30 minutes after now. (Зовнішній зв'язок) |
| 11:34:05 | 1451  | Negative. After 12:00 30 minutes. Now 50 minutes. (Зовнішній зв'язок) |
| 11:34:17 | Д     | Turkish 1451, roger. (Зовнішній зв'язок) |
| 11:34:24 |       | Звуковий сигнал ВБЕ |
| 11:34:25 | КК    | Ні хуя єбошить, блядь. |
| 11:34:28 | КК    | Мама не горюй, блядь. |
| 11:34:31-11:34:33 |       | Звук від наведення статичної електрики (приблизно) |
| 11:34:33 | КК    | Опа, блядь, ще й град, йоб твою мать, блядь. |
| 11:34:41 | КК    | Так я (нрзб). |
| 11:34:44 | КК    | Там куди-небудь можна в сторону, Ігорьок відійди ще. |
| 11:34:47 | КК    | Ігорьош. |
| 11:34:49 | КК    | Ігор! |
| 11:34:50 | ШТ    | Що? |
| 11:34:50 | КК    | У бік можна куди-небудь ще від неї відійти, блядь? |
| 11:34:53 | Е     | (нрзб) немає. |
| 11:34:55 | КК    | Скажи, зайняли 390, Андрюха, йоб твою мать. |
| 11:34:57 | 2П-ст | Пулково 612, зайняли ешелон 390. |
| 11:34:59-11:35:00 |       | Звуковий сигнал АУАСП |
| 11:34:59-11:35:01 | КК    | Говоріть що-небудь, та йобт. |
| 11:35:01 |       | Звуковий сигнал АУАСП |
| 11:35:01 | Е     | (нрзб) |
| 11:35:02 | Д     | (нрзб) 3-9-0 LIPSO (Зовнішній зв'язок) |
| 11:35:02 |       | Звуковий сигнал «Відключення автопілота» |
| 11:35:05-11:35:08 |       | Звуковий сигнал АУАСП |
| 11:35:06 | Е     | Знижується (нрзб). Кути, кути. |
| 11:35:07 | КК    | Куди знижуємося, йобані дурні! Блядь. |
| 11:35:10 | КК    | Став номінал на х. |
| 11:35:11 | БІ    | Номінал. |
| 11:35:12-11:35:16 |       | Звуковий сигнал АУАСП |
| 11:35:13 | КК    | Скажи, що знижуємося йоб ти. |
| 11:35:14 | 2П-ст | Знижується, Пулково 612-й. (Зовнішній зв'язок) |
| 11:35:14 |       | Звуковий сигнал |
| 11:35:17 | Е     | Ваня. |
| 11:35:18 | КК    | Спокійно |
| 11:35:19-11:35:27 |       | Звуковий сигнал АУАСП |
| 11:35:21 |       | Звуковий сигнал |
| 11:35:23 | КК    | За кренами дивіться |
| 11:35:23 |       | Звуковий сигнал ВБЕ |
| 11:35:25 |       | Звуковий сигнал ВБЕ |
| 11:35:29 | ШТ    | Пулково 612, знижуємося ешелон 3-6-0. (Зовнішній зв'язок) |
| 11:35:31-11:35:38 |       | Звуковий сигнал АУАСП |
| 11:35:31 |       | Звуковий сигнал |
| 11:35:32 | КК    | Сильна бовтанка скажи, йоб ти. |
| 11:35:34 | ШТ    | Сильна бовтанка |
| 11:35:35 | Д     | Пулковський 612-й, знижуйте 3-6-0 (Зовнішній зв'язок) |
| 11:35:37 | КК    | Знижується, йоб ти. |
| 11:35:39 |       | Звуковий сигнал ВБЕ |
| 11:35:41-11:38:31 |       | Звуковий сигнал АУАСП |
| 11:35:40 | Е     | (нрзб) |
| 11:35:42 | КК    | Спокійно, все тримаємо. |
| 11:35:45 | КК    | Тримаємо, блядь |
| 11:35:46 | БІ    | Генератори вилітають |
| 11:35:49 | БІ    | помпаж. Знижуємося, Ваня, помпаж! |
| 11:35:56 | КК    | Дивись по КД-13-му крен |
| 11:35:59 | Е     | (нрзб) нормально, нормально (нрзб) |
| 11:36:03 | КК    | Швидкості дивіться, швидкості! |
| 11:36:05 | Е     | Ну, впала трохи |
| 11:36:05 |       | Звуковий сигнал ВБЕ |
| 11:36:08 | КК    | (нрзб) йоб твою мать, в штопор звалимося. |
| 11:36:08 |       | Звуковий сигнал |
| 11:36:12 | КК    | На себе |
| 11:36:15 | КК    | На себе |
| 11:36:16 | ШТ    | (нрзб) Вань |
| 11:36:17 | КК    | За КД-13 подивіться. |
| 11:36:20 | ШТ    | За КД-13 5-5, Вань, 5-5 |
| 11:36:23 | КК    | Скільки говориш? |
| 11:36:24 | ШТ    | (нрзб) 245 |
| 11:36:25 | КК    | Який курс йоб твою? |
| 11:36:26 | ШТ    | У нас (нрзб) |
| 11:36:29 | КК    | У нас все вибило |
| 11:36:29 | БІ    | Я розумію |
| 11:36:30 | Е     | Тільки куражиться |
| 11:36:32 | БІ    | Правильно |
| 11:36:33 | КК    | Вова, давай командуй |
| 11:36:35 | 2П    | Я не знаю, на мою вліво треба. |
| 11:36:37 | ШТ    | Вліво, Ваня |
| 11:36:38 | КК    | Беру вліво |
| 11:36:39 | Е     | (Шасі) випустити (їм)? |
| 11:36:41 | ШТ    | знижується, знижується |
| 11:36:42 | Е     | От-от вліво, давай, давай, нормально. |
| 11:36:47 | Е     | (нрзб) вгору, вгору |
| 11:36:48 | Е     | висотоміри |
| 11:36:49 | КК    | Включаємо S.O.S |
| 11:36:50 | Е     | (нрзб) |
| 11:36:51 | КК    | (Набір) |
| 11:36:56 | КК    | Повідомте, що у нас SOS |
| 11:36:58 | 2П-ст | SOS, Пулково 612-й, SOS (Зовнішній зв'язок) |
| 11:37:02 | Д     | Пулковський 612-й, я вас не зрозумів (Зовнішній зв'язок) |
| 11:37:03 | ШТ    | S.O.S. S.O.S. Пулках … 12, S.O.S. S.O.S. S.O.S. Пулках. (Зовнішній зв'язок) |
| 11:37:04 | КК    | У нас швидкість яка? |
| 11:37:07 | КК    | Швидкість яка? |
| 11:37:08 | Е     | Дивись вертикальна |
| 11:37:08 | Д     | Вас зрозумів S.O.S. (Зовнішній зв'язок) |
| 11:37:08 | Е     | 65 |
| 11:37:10 | Е     | Дивися за швидкістю |
| 11:37:12 | 2П    | Навіщо загальмувався, тримаємо, тримаємо так, ось так. |
| 11:37:15 | Е     | Кут атаки |
| 11:37:15 | Е     | Нормально, нормально |
| 11:37:16 | Д     | Пулковський 612-й, ваше рішення? 30 км від Донецька. (Зовнішній зв'язок) |
| 11:37:17 | КК    | Андрюха, допомагай, щоб курс не крутився, давай, давай, давай. |
| 11:37:20 | 2П-ст | SOS, Пулково 6-12, SOS Пулково 612 (Зовнішній зв'язок) |
| 11:37:21 | КК    | Виводимо, виводимо |
| 11:37:23 | Е     | Плавно виводимо. |
| 11:37:24 | Е     | У нас (нрзб) на себе. |
| 11:37:27 | КК    | Вправо, щоб курс не крутився, давай, давай, давай. |
| 11:37:29 | Д     | Пулковський 612-й, аварійне зниження? (Зовнішній зв'язок) |
| 11:37:30 | КК    | Давайте (орли), боремося, йоб то. |
| 11:37:31 | Е     | (нрзб) крути більше |
| 11:37:35 | ШТ    | Пулково 6-12, S.O.S. S.O.S. Знижуємося у нас вже … висоти 3000 (Зовнішній зв'язок) |
| 11:37:39 | КК    | У нас все працює, генератори, все? |
| 11:37:39 | Д     | Пулково 612, вас зрозумів, висота 3000. (Зовнішній зв'язок) |
| 11:37:41 | БІ    | Ні. |
| 11:37:42 | 2П-ст | Так ми падаємо? |
| 11:37:43 | БІ    | (нрзб) помпажує (нрзб) другий |
| 11:37:45 | КК    | Лівий, та |
| 11:37:45 | Е     | Лівий (нрзб) |
| 11:37:49 | Е     | (нрзб) |
| 11:37:50 | КК    | Вова, давай там допомагай Андрюсі |
| 11:37:52 | Е     | (нрзб) |
| 11:37:55 | ШТ    | Висота 2000, Вань 2000 |
| 11:37:58 | ШТ    | У нас 2000, Вань 2000 |
| 11:38:00 | КК    | Йо-майо |
| 11:38:02 | Е     | Кинь це робити |
| 11:38:04 | КК    | Крутіть вправо |
| 11:38:05 | Е     | 2000 |
| 11:38:05 | Е     | Вертикальна |
| 11:38:07 | ШТ    | Так вліво, вліво (нрзб) |
| 11:38:08 | ШТ    | У нас 2 тисячі, Вань |
| 11:38:09 | Е     | Я не бачив |
| 11:38:09 | 2П    | Боже мій |
| 11:38:10 | ШТ    | 2000, Вань |
| 11:38:11 | Е     | Без крену |
| 11:38:11 | КК    | На себе, на себе, на себе, на себе, на себе. Андрюха тягни на себе. Андрюха тягни на себе. А себе, Андрюха тепер (нрзб)                                                                                                   |
| 11:38:18 | Е     | (Злітний режим давай) |
| 11:38:20 | КК    | Режим злітний |
| 11:38:21 | Е     | Ліва нога, крен прибери |
| 11:38:23 | 2П-ст | (нрзб) (Не вбивайте) |
| 11:38:23 | КК    | Андрюха, не панікуй! |
| 11:38:25 | Е     | Не вбивайте, Ну, не вбивайте. |
| 11:38:27 | КК    | (Земля) |
| 11:38:28 | Е     | (нрзб) |
| 11:38:29 |       | Крик |
| 11:38:29 |       | Кінець запису |